# Geschichte des Landes Salzburg

Das Salzburger Wappen

Das Land Salzburg in seinen heutigen Grenzen mit seinen Gaue genannten Verwaltungsbezirken

Das Land Salzburg (auch „Salzburger Land“) ist heute ein Bundesland Österreichs. Salzburg war nach dem Rückzug der Römer zuerst gut 600 Jahre Teil Bayerns, dann etwa 500 Jahre selbständiges Fürstentum im Staatsverband des Heiligen Römischen Reiches Deutscher Nation. 1805 bis 1810 und endgültig nach dem Wiener Kongress 1816 kam das Land Salzburg (außer dem Rupertiwinkel) zum Kaiserthum Österreich. Es teilt nun seit über 200 Jahren dessen historische Entwicklung.

## Vorgeschichte und Antike

### Salzburg bis zur Hallstattzeit
Die Anwesenheit von Menschen im Raum des heutigen Landes Salzburg lässt sich bis in die Altsteinzeit zurückverfolgen. Funde von Knochen, Steinwerkzeugen und Reste von Holzkohle einer Feuerstelle in der Schlenken-Durchgangshöhle (Gemeinde Vigaun im Tennengau) sind 40.000 Jahre alt. Dies belegt, dass auch in der letzten Zwischen-Eiszeit altsteinzeitliche Jäger und Sammler das Land durchstreiften.
Das Mesolithikum (14.000–4.500 v. Chr.) wird in Salzburg durch Gerätefunde aus Silex etwa in Maxglan (Stadtteil der Stadt Salzburg), vom Dürrnberg, vom Hügel St. Nikolaus bei Golling oder die eines Kindergrabes in Elsbethen (Flachgau) belegt, die auf die dauernde Anwesenheit der jagenden und umherziehenden Menschen hinweisen.
Die Jungsteinzeit (4.500–1.900 v. Chr.) ist durch zahlreiche Siedlungsfunde belegt. Zu Siedlungsschwerpunkten wurden damals die Inselberge im Salzburger Becken (vor allem am Rainberg und am ehemaligen Grillberg in Elsbethen (heute zur Gänze abgebaut)). Aber auch in Tallagen wurden Reste größerer Siedlungen ausgegraben (Mattsee, Liefering). Kleinere Siedlungen oder Wohnstellen waren am Hellbrunner Berg, am Georgenberg bei Kuchl oder am Adneter Riedl. Aber auch in den Gauen „Innergebirg“ gibt es Siedlungsspuren (etwa am Hohenwerfen, am Götschenberg bei Bischofshofen im Pongau, am Biberg bei Saalfelden am Steinernen Meer oder bei Burgstall nächst Gries im Pinzgau). Landesweit sind heute Über 80 Fundstellen aus der Jungsteinzeit bekannt.
In der Bronzezeit (etwa 1900–1250 v. Chr.) erlangte das heutige Land Salzburg eine überregionale Bedeutung. Die Kupfervorkommen in der Grauwackenzone um Bischofshofen und Mühlbach am Hochkönig machten die Region zum größten Kupfer-Bronze-Produzenten der Ostalpen mit weitreichenden Handelsbeziehungen. Besonders in den Bergbaugebieten des Pongaus (in St. Johann im Pongau), aber auch des Pinzgaues (Stuhlfelden, Viehhofen) war eine größere Bevölkerungsdichte gegeben. Mit Rohkupfer und Halbfertigwaren (z. B. Bronzereifen) wurde reger Handel betrieben. Die Siedlung am Rainberg in der heutigen Stadt Salzburg (damals die größte Siedlung der Region) war das wichtigste Handelszentrum im heutigen Land Salzburg.
In der Urnenfelderzeit (etwa 1250–750 v. Chr.) mit ihrer typischen Bestattungsform gehörte Salzburg gemeinsam mit Bayern zur nordalpinen Urnenfelderkultur. Aus dieser Zeit wurden Wohnstätten, Grabaufschlüsse, Hort-, Weihe- und Einzelfunde ausgegraben. Aus allen Gauen ausgenommen dem Lungau liegen reiche Funde vor. Allein aus der Stadt sind 31 verschiedene Fundstellen bekannt.

### Hallstattzeit und La-Tène-Zeit
In der Hallstattzeit (von 750 bis 450 v. Chr.) wurde der Kupferbergbau gegenüber dem neuen Werkstoff Eisen weniger bedeutsam. Der Bedeutungsschwund, verbunden mit einem raueren Klima führte zu einem Bevölkerungsrückgang in den Gebirgsgauen des Landes. Neues Zentrum wurde das Salzburger Becken – vor allem der Dürrnberg bei Hallein – durch den Salzbergbau, der erstmals ebenso wie in Hallstatt in Oberösterreich als Untertagbau betrieben wurde.
Im Flachgau sind vor allem die vielen Hügelgräber bemerkenswert.
Im 5. Jahrhundert v. Chr. entwickelte sich die keltische Hallstattkultur zur La-Tène-Zeit weiter. Die Salzgewinnung am Dürrnberg führte das Land zu einer wirtschaftlichen Hochblüte, die bereits vorindustrielle Formen erreichte. In den Hohen Tauern wurde Gold im Waschverfahren gewonnen. Vermutlich wurde in der La-Tène-Zeit schon Salz im Laugeverfahren gewonnen. Nur auf diese Weise konnte einwandfreies Blanksalz hergestellt werden.
Auf Salzburger Boden wurden die Namen zweier keltischer Stämme bekannt: die Alaunen im Raum um das Salzburger Becken und die Ambisonten im Innergebirg, vor allem im Raum Saalfelden, von denen sich der Name „Pinzgau“ ableitet. Viele Orts-, Gewässer- und Flurnamen im Land Salzburg sind keltischen Ursprungs: etwa Anif, Adnet, Gnigl, Lammer, Enns, Fritzbach, Gastein, Rauris und Iuvavum, ein keltischer Name im Raum der Stadt Salzburg. Mit den Römern in Italien pflegten die Kelten regen Handel und gingen mit diesen Bündnisse ein bzw. unterzeichneten Schutzverträge.
Seit der Gründung der Stadt Aquileia (181 v. Chr.) in der Provinz Venetien am Adriatischen Meer intensivierten sich die Handelsverbindungen zwischen den Kelten im Alpenraum und den Römern. Salz, Gold, Eisen, Pelze, Lederwaren und Speik wurden über die alten Saumpfade exportiert, während die keltische Oberschicht sich an Olivenöl, Wein, den Gewürzen und den Luxuswaren aus der Handelsstadt am Mittelmeer erfreute.
In der Spätlatènezeit befanden sich bedeutendere Höhensiedlungen auf dem Rainberg (heute im Salzburger Stadtgebiet), auf dem Burgstein bei Bad Reichenhall-Karlstein, auf dem Dürrnberg bei Hallein, auf dem Georgenberg bei Kuchl, auf dem Biberg bei Saalfelden, auf der Alten Passstelle bei Schwarzach, auf dem Steinbühel bei Uttendorf und auf dem Bürgkogel bei Kaprun.

### Römerzeit
Mit der Besetzung des Alpenraumes 15 v. Chr. begann im Salzburger Raum die 500-jährige Herrschaft der Römer. Die keltische Urbevölkerung wurde schrittweise romanisiert, sie bewahrte aber auch viele keltische Traditionen.

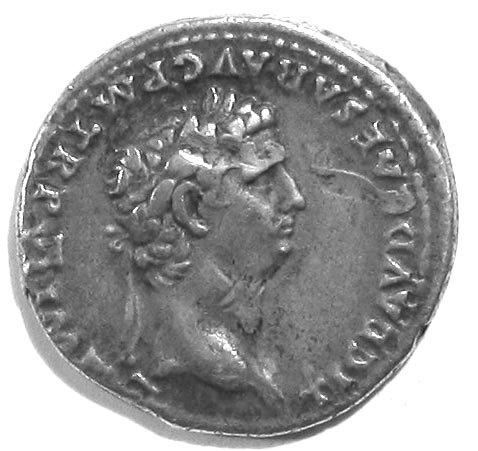
Römischer Silber-Denar mit Reliefbild von Kaiser Claudius

Viele keltische Höhensiedlungen wurden während der Pax Romana aufgelassen. Die Menschen siedelten sich in den Tälern in neuen römischen Orten an, oder mussten sich im Auftrag der römischen Machthaber dort ansiedeln (etwa Ani, Immurium, Vocario, Cucullae, Tarnantum). Unter Kaiser Claudius (41–54 n. Chr.) erhielt Norikum mit seiner Hauptstadt Virunum am Magdalensberg in Kärnten den Status einer römischen Provinz. Iuvavum, auf dem Gebiet der heutigen Stadt Salzburg gelegen, wurde Municipalstadt und verwaltete einen Bezirk, der größer war als das heutige Bundesland Salzburg und dabei Teile des heutigen Chiemgaus, des Attergaus und Gebiete im westlichen Tirol umfasste. Die Gebirgstäler waren damals dünn besiedelt, im Salzburger Becken entstanden zahlreiche römische Gutshöfe.
Die genaue Lage des Forum als Mittelpunkt des römischen Iuvavum ist unbekannt, sie wird zwischen Kaigasse und Domplatz vermutet. In der jetzigen Kaigasse stand ein großer Tempel und am heutigen Residenzplatz möglicherweise ein Ehrenbogen. Bedeutende Funde aus der Römerzeit sind ein Fragment einer astronomischen Wasseruhr (Raum Linzergasse, 1. Jahrhundert), eine Statuette des Genius loci (Alte Universität) und ein Acheloos-Mosaik am Mozartplatz. Der größte römische Friedhof lag am Fuß des Bürglsteins am Äußeren Stein.
Die beiden Salzachufer waren in der Römerzeit offensichtlich durch eine hölzerne Brücke verbunden. Die Straße über den Radstädter Tauern, die über diese Brücke führte, verband Virunum mit Iuvavum.
Nach 170 n. Chr. wurde die „pax romana“ erstmals durch die Markomannen-Kriege und deren Verwüstungen gestört. Die Bevölkerung hatte schwer unter den Kriegswirren, verstärkt durch Epidemien zu leiden. Iuvavum wurde zerstört. Über das erneuerte römische Straßennetz konnte der Wohlstand in der Folge weitgehend wiederhergestellt werden. Um 200 n. Chr. ließ Kaiser Septimius Severus einen Weg über das heutige Obertauern und weiter über die Leisnitzhöhe (östlich des Katschbergs zwischen den heutigen Orten Sankt Margarethen im Lungau und Rennweg am Katschberg) nach Teurnia ausbauen. Die norisch-rätische Voralpenstraße verband Iuvavum mit Augusta Vindelicorum (dem heutigen Augsburg) im Westen und Ovilava (heute Wels) im Osten. Im 3. und 4. Jahrhundert wurde Norikum vor allem durch Einfälle der Alemannen verwüstet. Kaiser Diokletian (287–305 n. Chr.) teilte die Provinz in Ufernorikum (Noricum Ripense) und Binnennorikum (Noricum Mediterraneum). Der nördlich der Alpen gelegene Bezirk Iuvavum gehörte zu Ufernoricum, der Lungau bereits zu Binnennorikum. Ab 350 breitete sich das Christentum über die städtischen Zentren auch im Bezirk Iuvavum aus.
Im 5. Jahrhundert wurde die Lage in Norikum durch Einfälle der Goten, Vandalen, Alanen und Hunnen drückend. Die Landbevölkerung Norikums unternahm einen Aufstand gegen die immer höher werdenden Steuerlasten, der 430 bzw. 431 niedergeschlagen wurde. Das Wirken des heiligen Severin von Noricum (455–482), der auch nach Cucullae (Kuchl) und Iuvavum kam, verhinderte noch einmal den Zusammenbruch der römischen Herrschaft.

### Zeit der Völkerwanderung
488 befahl der Heerführer Odoaker, der den letzten römischen Kaiser abgesetzt hatte, den Abzug der römischen Bevölkerung nach Italien, ein Teil der romanisierten Bevölkerung blieb aber trotzdem in Norikum.
In der ersten Hälfte des 6. Jahrhunderts erfolgte die bajuwarische Zuwanderung, zuerst in den heutigen Flachgau, den Rupertiwinkel und das Saalfeldner Becken. Mit der Salzburger Romania nahmen die Bajuwaren friedliche Kontakte auf. Frühbajuwarische Ortsnamen enden auf die Silben „-ing“, „-ham“ oder „-heim“ ('wie Anthering, Siezenheim). Die Salzburger Romania hielt im Raum zwischen der Altstadt von Salzburg bis über den Pass Lueg in den nördlichen Pongau noch längere Zeit ihre Kultur. Romanische Siedlungsinseln im Norden von Iuvavum sind teils noch heute als sog. „Walchen“-Orte erkennbar (etwa Seewalchen, Straßwalchen, Wals).
Gegen Ende des 6. Jahrhunderts erfasste den Lungau, den Ennspongau, die beiden Arltäler, das Gasteiner und das Rauriser Tal eine slawische Siedlungswelle. Berg-, Flur- und Ortsnamen wie Gurpitschek, Granitzl, Göriach, Lessach, Stranach und Weißpriach sind slawischer Herkunft.

## Salzburg als Teil Bayerns

### Vom heiligen Rupert bis zum Erzbistum

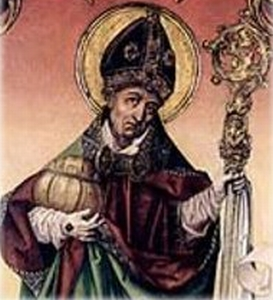
Hl. Rupert von Salzburg. Dargestellt mit dem Salzfass in der Hand.

696 kam der fränkische Missionar Rupert über Regensburg, Lauriacum (Lorch) und Seekirchen am Wallersee nach Iuvavum. Nach seinem erfolgreichen Wirken in der baierischen Hauptstadt Regensburg (Castra Regina) hatte ihn der baierische Herzog Theodo II. entsandt, um eine geeignete Stadt für die Errichtung eines Missionsklosters zu finden. Lauriacum an der Enns lag an der Grenze zum Gebiet der kriegerischen Awaren, weshalb Rupert die Stadt für sein Unternehmen als ungeeignet empfand. Als er Richtung Salzburg zog, verweilte er kurze Zeit in Seekirchen am Wallersee. Dort gründete er erstmals eine Kirche auf Salzburger Boden. Die verlassene Municipalstadt Iuvavum erschien Rupert dann als geeignetster Ort für seine Mission. Hier überdauerte eine romanisch geprägte Bevölkerung, die vermutlich im Raum der Oberen Burg (Castrum superius) am Nonnberg und am Festungsberg lebte, und hier bestand vermutlich auch eine Mönchsgemeinschaft. Zwischen Rupert und den Resten der Salzburger Keltoromanen – die ihr Christentum aus der Zeit der römischen Antike bewahrt hatten – entwickelte sich rasch eine Zusammenarbeit. Die romanische Klostergemeinschaft erneuerte Rupert und weihte sie dem heiligen Peter. Er ließ zudem im späteren Dombezirk eine erste Kirche errichten. Das Verbrüderungsbuch von St. Peter nennt bis 745 sechs Nachfolger des Salzburger Landespatrons Rupert, fünf von ihnen mit romanischen Namen. Herzog Theodo II. stattete das Kloster mit reichen Gütern im Salzburggau (heute Flachgau, Tennengau, Rupertigau) und Teilen des Berchtesgadner Landes aus, besonders mit Solequellen und Salzpfannen in Reichenhall, die Iuvavum bald den neuen Namen „Salzburg“ einbrachten.
Rupert begab sich 711 in den Pongau und gründete zu Ehren des hl. Maximilian die Maximilianszelle in der Ortschaft Pongo (heute Bischofshofen). Um 713 veranlasste Rupert die Gründung eines Frauenklosters auf dem Salzburger Nonnberg und setzte seine Nichte Erintrudis als erste Äbtissin ein. Sowohl das Kloster Nonnberg als auch das Kloster St. Peter sind die ältesten noch heute bestehenden Klostergemeinschaften nördlich der Alpen. 716 oder 718 starb Rupert, wahrscheinlich in seiner früheren Heimatstadt Worms.
739 wurde Salzburg – neben Regensburg, Passau, Freising und Säben – durch die Kirchenreform des heiligen Bonifatius offiziell zum Bistum erhoben. Rupert hatte in seiner Tätigkeit bereits die wesentlichen Voraussetzungen für eine bischöfliche Diözese erfüllt. 740 wurde die Cella in Bisontia (heute Zell am See) ebenfalls von Salzburg aus gegründet.

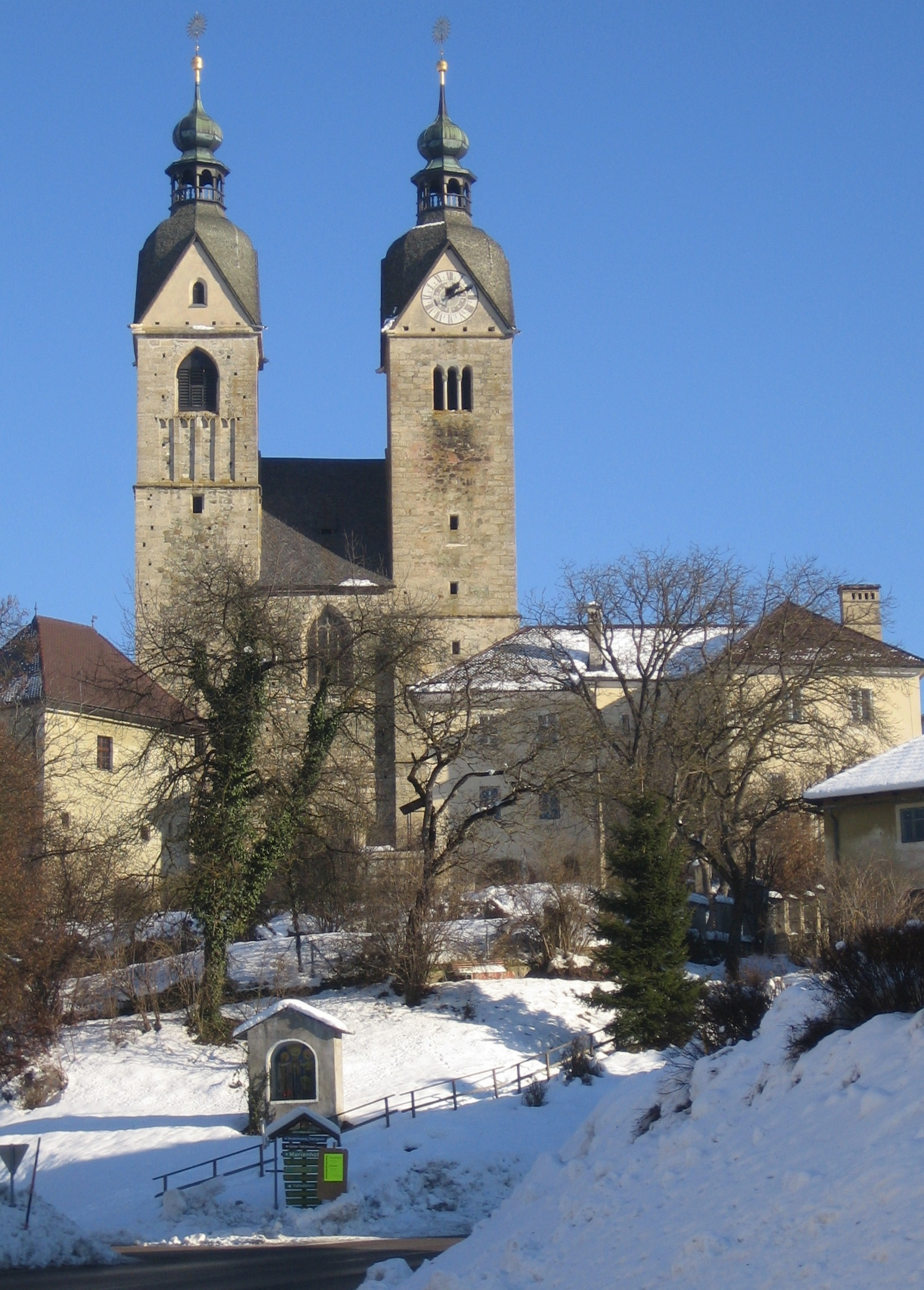
Kirche in Maria Saal, an deren Stelle Mitte des 8. Jh. durch Virgilius von Salzburg eine der ersten Kirchen Kärntens errichtet wurde

Zwischen 745 und 784 wirkte der hochgelehrte irische Missionar Virgil in Salzburg. Der hl. Bonifatius begegnete dem neuen Kirchenvorsteher dabei mit großer Skepsis und verklagt ihn beim Papst, weil Virgil von der Kugelgestalt der Erde sprach und an die Theorie der Antipoden glaubte. Trotzdem wurde Virgil 755 Bischof von Salzburg. Unter seiner Herrschaft wurde Salzburg zu einem Zentrum der Wissenschaft und Kultur in Europa (Schreibschule, Literatur, Tassilokelch, Cutbercht Codex etc.). Außerdem war Virgil ab 743 Organisator der Mission im slawischen Karantanien. Trotz einiger Rückschläge gelang die Gründung der Missionskirchen in Maria Saal und Teurnia (heute bei Spittal an der Drau). Virgil gründete auch die Klöster Otting (im Rupertigau) und Mattsee (im Flachgau). Am 24. September 774 weihte Virgil in Salzburg den ersten Dom des neuen Bistums ein. Dieses Bauwerk war eines der größten seiner Zeit, 66 Meter lang, 33 Meter breit, dreischiffig mit einem Atrium vor der Westfassade und einem Baptisterium. Im Zuge der Einweihung der Bischofskirche wurden die Reliquien des hl. Rupert von Worms nach Salzburg übergeführt. Nach weiteren zehn Jahren erfolgreicher Tätigkeit im Bistum Salzburg starb der hl. Virgil am 27. November 784.

### Das Erzbistum bis zum Investiturstreit

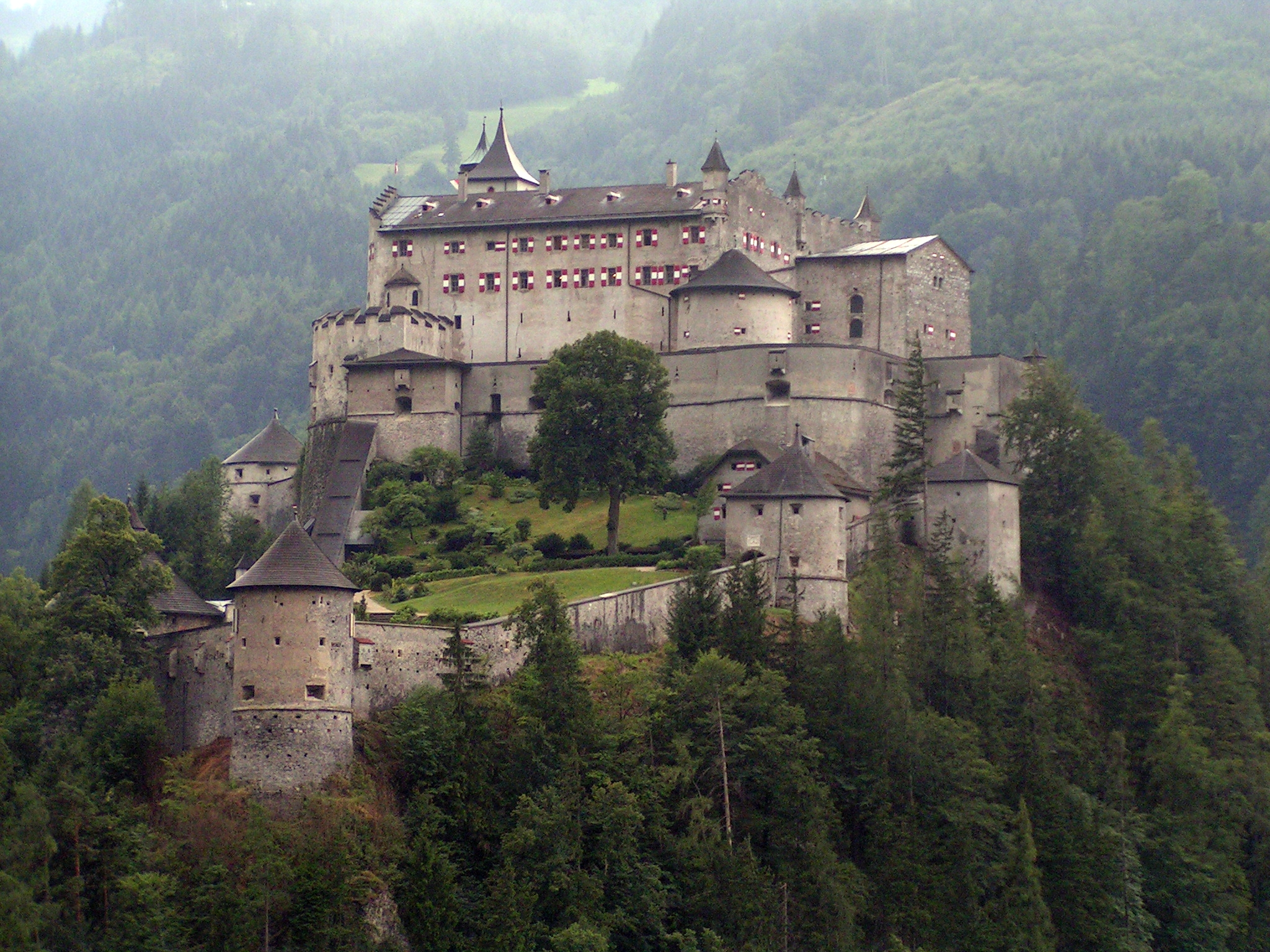
Festung Hohenwerfen

Auch der Nachfolger Virgils war eine für Salzburg bedeutende Persönlichkeit. 785 wurde Arno (arn = der Adler) auf Betreiben Karls des Großen Abt von St. Peter und Bischof von Salzburg. Mit ihm erweiterte sich die Missionstätigkeit Salzburgs über Karantanien hinaus bis an den Plattensee in Pannonien (im heutigen Ungarn). Nach der Absetzung des letzten Agilolfingers – des Bayernherzogs Tassilo III. 788 – bestätigte Karl der Große 790 der Salzburger Kirche alle von Bayern bis dahin verliehenen Güter in der Notitia Arnonis (dem Arnonischen Güterverzeichnis). Am 20. April 798 erhob Papst Leo III. Arno zum Erzbischof, der damit geistliches Oberhaupt von Bayern mit den Suffraganbistümern Passau, Regensburg, Freising und Säben wurde. Aufgrund der intensiven Missionstätigkeit und der reichen Ausstattung hatte Salzburg den Vorrang vor Regensburg erhalten. Das Erzbistum Salzburg mit seinen Suffraganbistümern wurde nach dem Erzbistum Mainz die größte Erzdiözese nördlich der Alpen. In Unterpannonien – zwischen Drau und Donau – errichteten die Salzburger Missionare in den folgenden Jahren 30 Kirchen. Das Bistum Passau missionierte dabei donauabwärts die später österreichischen Länder und Oberpannonien, während das Patriarchat Aquileia in Friaul den heute slowenischen Raum christianisierte. 811 wurde zwischen dem Erzbistum Salzburg und dem Patriarchat Aquileia die Drau als Grenze festgelegt.

Die Gebietsaufteilung im Vertrag von Verdun 843

Unter den Erzbischöfen Adalram (821–836), Liupram (836–859), Adalwin (859–873) und Theotmar/Dietmar I. (873–907) entfaltete sich eine rege Salzburger Missionstätigkeit im damals slawischen Unterpannonien – in den heutigen Komitaten Vas und Zala. Den slawischen Fürsten Pribina und seinem Sohn Kocel wurde mit der Hilfe Salzburger Handwerker und Künstler in Zalavár (Moosburg) am Plattensee eine Residenz errichtet. Der ostfränkische König Ludwig der Deutsche machte der Salzburger Kirche 860 zur Ausstattung der 30 Missionskirchen eine reiche Schenkung. Die zahlreichen Güter in Kärnten, Steiermark, im heutigen Burgenland, in Niederösterreich und Ungarn verblieben großteils bis ins frühe 19. Jahrhundert beim Salzburger Metropolitanverband. Nicht ganz geklärt sind die Gründe, warum ab 866 auf Betreiben des Papstes Nikolaus I. die byzantinischen Missionare Kyrill und Method die Mission im slawischen Fürstentum in Pannonien übernahmen und so die Salzburger Kirche ihren Einflussbereich schon vor der Ankunft der Magyaren verlor. Mit der „Landnahme“ durch die Magyaren musste die Salzburger Missionstätigkeit im pannonischen Raum dann zur Gänze aufgegeben werden. 907 fiel in der Schlacht von Pressburg – im Kampf der Bayern gegen die Magyaren (Ungarneinfälle) – auch der Salzburger Erzbischof Theotmar/Dietmar I.

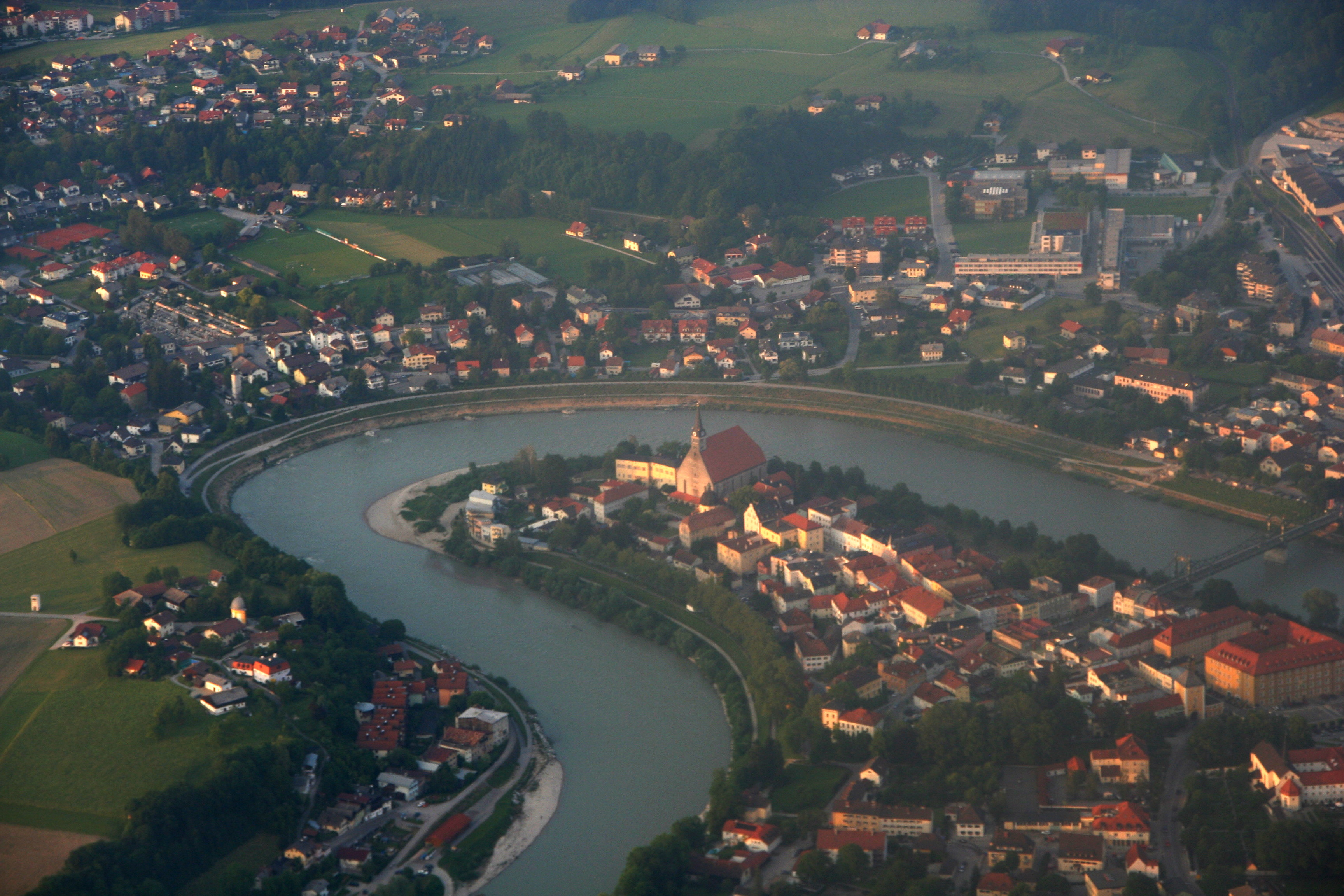
Salzachschleife mit der Halbinsel Laufens, gegenüber liegt Oberndorf

Ab dem 10. Jahrhundert waren die Salzburger Erzbischöfe Kanzler („Erzkaplan“) erst von Bayern, später des gesamten Ostfrankenreichs. Ab 1026, während der Regentschaft von Erzbischof Theotmar/Dietmar II. (1025–1041), wurden mit dem Amt der Salzburger Erzbischöfe als besonderes Privileg auf Dauer die Vollmachten eines päpstlichen Legaten verbunden, sodass sie Entscheidungen anstelle des Papstes treffen durften.
Die Tätigkeiten des Salzburger Erzbischofs beschränkten sich dem Verlust der Missionsgebiete wieder verstärkt auf das eigene Land. Ab der Regierungszeit Erzbischof Hartwigs (991–1023) setzte die zweite Kultivierung des Landes, besonders in den Gebirgsgauen ein. Viele Nebentäler von Salzach, Saalach, Enns und Mur wurden damals für die landwirtschaftliche Nutzung erschlossen. 923 wurde im Lungau als Mutterpfarre eine erste Kirche in Pfarr (heute Mariapfarr) errichtet. 996 verlieh Kaiser Otto III. der Stadt Salzburg einen täglichen Markt und das Maut- und Münzrecht. 1002 übergab König Heinrich II. ein Gut mit Mauten und Tavernen – das spätere Mauterndorf – an Erzbischof Hartwig unter der Bedingung es nach seinem Tode dem Salzburger Domkapitel zu übertragen. Um 1050 wurde Laufen an der Salzach erstmals als Stadt erwähnt und entwickelte sich in den folgenden Jahrhunderten zu einem Hauptsitz der Salzverfrachtung auf Salzach und Inn.

### Vom Investiturstreit bis zur Landeswerdung Salzburgs
Die Regierungszeit von Erzbischof Gebhard (1060–1088) fällt in die Zeit des Investiturstreits. Gebhard, ehemals Hofkaplan und Reichskanzler von Kaiser Heinrich III., ergriff dabei für Papst Gregor VII. Partei. Als Erzbischof gründete Gebhard 1072 mit dem Bistum Gurk in Kärnten das erste der vier Salzburger Eigenbistümer, dem später Chiemsee (ab 1215), Seckau (ab 1218) und Lavant (ab 1225) folgen sollten. 1074 gründete der Erzbischof das Kloster Admont in der Steiermark. Er stattete es mit großen Waldgebieten im Pongauer Fritztal aus, die im 8. Jahrhundert als Schenkung an die Maximilianszelle in „Pongo“ (Bischofshofen) vergeben worden waren. Durch die Parteinahme Gebhards für den Papst und den Gegensatz zum späteren deutschen Kaiser Heinrich IV. wurde die politische Lage in der Folge immer ernster, weshalb er 1077 begann, die drei bedeutendsten Burgen des Erzbistums Salzburg zu errichten: die Festungen Hohensalzburg, Hohenwerfen und die Petersburg in Friesach, der damals bedeutendsten Salzburger Stadt neben der Hauptstadt. Im selben Jahr schon musste Gebhard Salzburg verlassen und bis 1086 in Schwaben und Sachsen im Exil bleiben. 1088 starb Gebhard auf der Burg Hohenwerfen. Der kaisertreue Gegenerzbischof Berthold von Moosburg (1085–1106) und der papsttreue Thiemo (1090–1101) waren jeweils von den gegnerischen Parteien des Investiturstreits eingesetzt worden, weshalb sie abwechselnd Vertriebene oder Regierende waren.

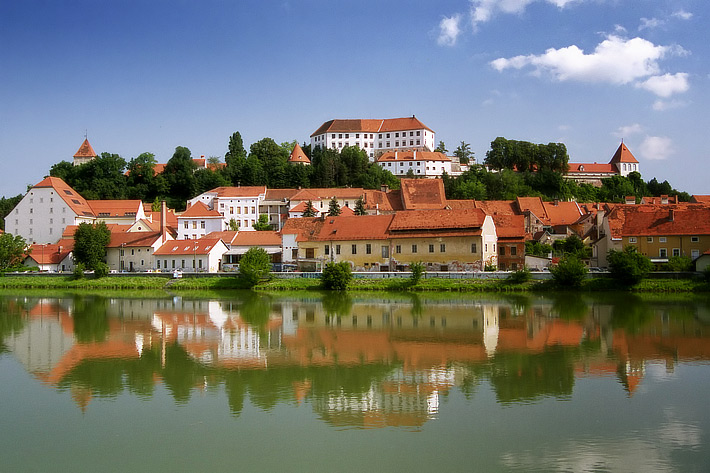
Pettau an der Drau (heute Ptuj in Slowenien) gehörte zum Erzbistum

Erzbischof Konrad I. von Abensberg (1106–1147) wurde zum großen Reorganisator des Erzbistums. Er ließ in den weit verstreuten Salzburger Besitzungen neue Burgen errichten (etwa Reichenburg an der Save bei Brezice/Rann und Ptuj/Pettau an der Drau, Abbildung rechts) oder weiter ausbauen (wie Hohensalzburg, Hohenwerfen und die Petersburg) und besetzte sie mit verlässlichen adeligen Dienstmannen (Ministerialen). Im Zuge der großangelegten Augustiner-Chorherren-Reform wurden 17 Klöster des Erzbistums reformiert oder neu gegründet (etwa Berchtesgaden, Baumburg, Höglwörth, Bischofshofen, Zell am See, Reichersberg).
In der Stadt Salzburg erweiterte Konrad I. den Dom durch ein Westwerk mit zwei mächtigen Türmen und verlegte die erzbischöfliche Residenz in die unmittelbare Nachbarschaft der Bischofskirche. Außerdem wurden die ersten Spitäler in der Stadt gegründet. Mit dem Durchschlag durch den Mönchsberg für den Almkanal zur künstlichen Wasserversorgung der Stadt ließ Konrad eine technische Meisterleistung des Hochmittelalters verwirklichen.

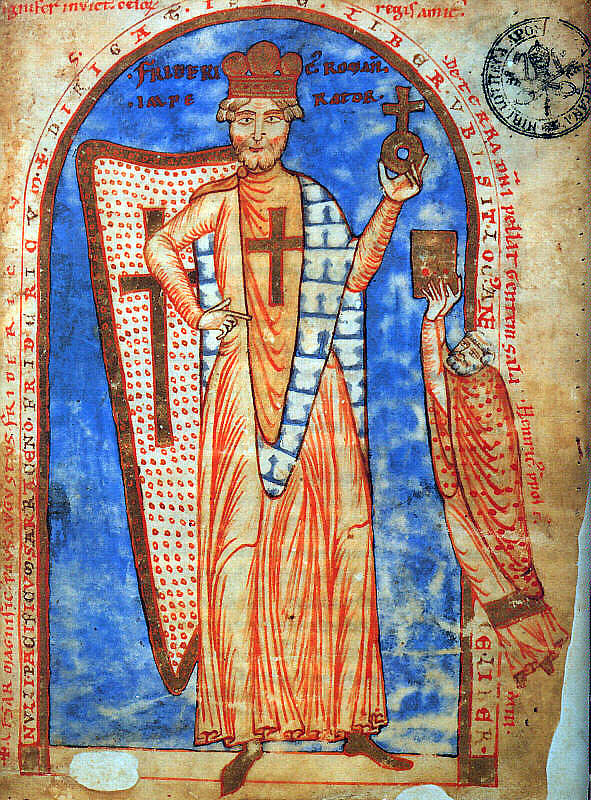
Friedrich I. Barbarossa

Erzbischof Eberhard I. genoss in Europa höchstes Ansehen und konnte mit hohem Geschick die Gegensätze zwischen Kaiser und Papst überbrücken. Kaiser Friedrich I. Barbarossa verhängte aber dann 1166 über das Erzbistum Salzburg unter Erzbischof Konrad II. von Babenberg die Reichsacht. Für Salzburg wurde dies eine Zeit von Verwüstungen und Zerstörungen. Die Stadt Salzburg brannte. Angeblich wurde sie durch die Grafen von Plain im Auftrag Barbarossas in der Nacht vom 4. auf den 5. April 1167 niedergebrannt. Am Hoftag in Salzburghofen (Freilassing) 1169 entzog Barbarossa Erzbischof Adalbert III. von Böhmen (1168–1177 und 1183–1200) vorübergehend die Herrschaft über das Erzbistum. In der Zeit von 1177 bis 1183 war der kaisertreue Konrad III. von Wittelsbach (1177–1183) Erzbischof.
Erzbischof Konrad begann 1181 nach dem Stadtbrand mit dem Bau des großartigen romanischen Doms in Salzburg, sein Nachfolger Adalbert vollendete das Meisterwerk. Dieser Dom, vermutlich dreischiffig mit zwei seitlichen Kapellenfluchten (oder mit fünf Kirchenschiffen) sowie mit fünf Türmen war größer als sein heute bestehender frühbarocker Nachfolgebau Solaris.
Mit der Wiederaufnahme des Salzbergbaus am Dürrnberg bei Hallein 1190 kam es zum Konflikt mit den Bayernherzögen um die Verteilung der Rechte über alle Salzpfannen zwischen Reichenhall, dem Klosterstift Berchtesgaden und Dürrnberg. Erzbischof Adalbert ließ Reichenhall in Brand stecken und schränkte die Rechte der bayerischen Salzherren ein. Seit dem 7. Jahrhundert hatte das Erzbistum Salzburg einige Solequellen in Reichenhall und Berchtesgaden besessen, die Erzbischöfe konnten diese Besitzungen jedoch in der Folge nicht halten. Mit der Wiederentdeckung der keltischen Salzbergwerke am Dürrnberg und dem Bau einer Saline in Hallein errang das Erzbistum gegenüber seinen Nachbarn die wirtschaftliche Vorherrschaft im mitteleuropäischen Salzhandel wieder zurück.

### Von der Landeswerdung zum Erzstift

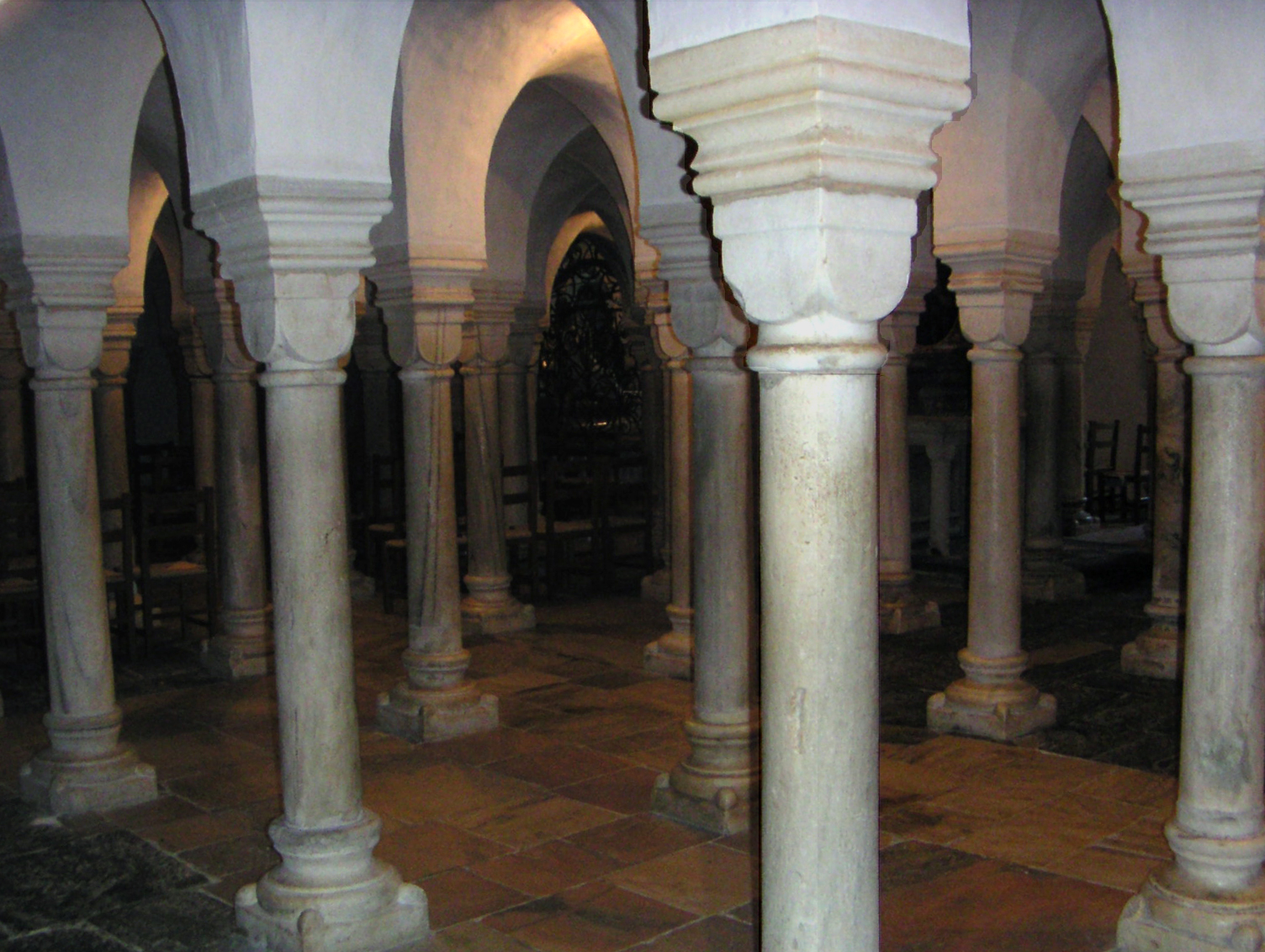
Krypta im Dom des ehemaligen Eigenbistums Gurk

Der Nachfolger Adalberts, Erzbischof Eberhard II. von Regensberg (1200–1246) war kaiserlich gesinnt und ein entschiedener Parteigänger der Staufer. Er war der letzte Erzbischof Salzburgs, der die Politik des Heiligen Römischen Reichs maßgeblich mitbestimmte. Gleichzeitig gilt er als der Begründer des Landes Salzburgs. Ihm gelang es während seiner Regentschaft aus Grafschaften, Gerichten und Vogteien innerhalb Bayerns ein geschlossenes Herrschaftsgebiet aufzubauen. Eberhard II. erwirkte zudem die Gründung dreier weiterer Eigenbistümer: Bistum Chiemsee (1216), Bistum Seckau (1218) und Bistum Lavant (1226). Das Bistum Chiemsee sollte ursprünglich auf der Herreninsel im Chiemsee errichtet werden. Da aber die Mönche des dort befindlichen Klosters Bedenken gegen die Bistumsgründung beim Papst anmeldeten, wurde der Bischof von Chiemsee mit dem damals baulich erweiterten und vergrößerten Augustiner-Chorherrenstift in (Bischofs-)Hofen (der ehemaligen Maximilianszelle von „Pongo“) ausgestattet. Die Bischöfe von Chiemsee übernahmen bald die Funktion des Weihbischofs der Salzburger Erzbischöfe und waren damit deren Stellvertreter. Sie residierten abwechselnd in der Stadt Salzburg und in ihrem Bischofssitz in (Bischofs-)Hofen, nicht aber auf der unter bayerischer Landeshoheit stehenden Insel Herrenchiemsee. Sie sollten dann 1304 im neu errichteten Chiemseehof im Kaiviertel der Landeshauptstadt eine weitere standesgerechte Residenz finden.
1213 kam im Rahmen des Landesausbaus durch Erzbischof Eberhard II. der gesamte Lungau in den Besitz kirchlicher Institutionen des Landes Salzburg, vor allem des Domkapitels. Eberhard II. zog, wo immer er Gelegenheit dazu hatte die Vogteirechte von Klöstern oder anderen Vasallen ein und überführte sie in den Besitz der Salzburger Kirche. 1228 kamen auf diese Weise viele noch fehlende Gebiete des Pinzgaus zum Erzbistum Salzburg. Eberhard II. wurde trotz seiner außerordentlichen Leistungen und des höchsten Ansehens in Europa wegen seiner Treue zum Kaiser 1226 vom Papst exkommuniziert. Unter seinen Nachfolgern erweiterte sich das Territorium Salzburgs durch Landerwerbungen im Chiemgau (1254), jedoch konnten diese in der Folge nicht mit in das geschlossene Herrschaftsgebiet eingebunden werden. Dagegen war spätere der Kauf des Gasteinertales 1297 ein wichtiger Schritt zu einem geschlossenen Land Salzburg.

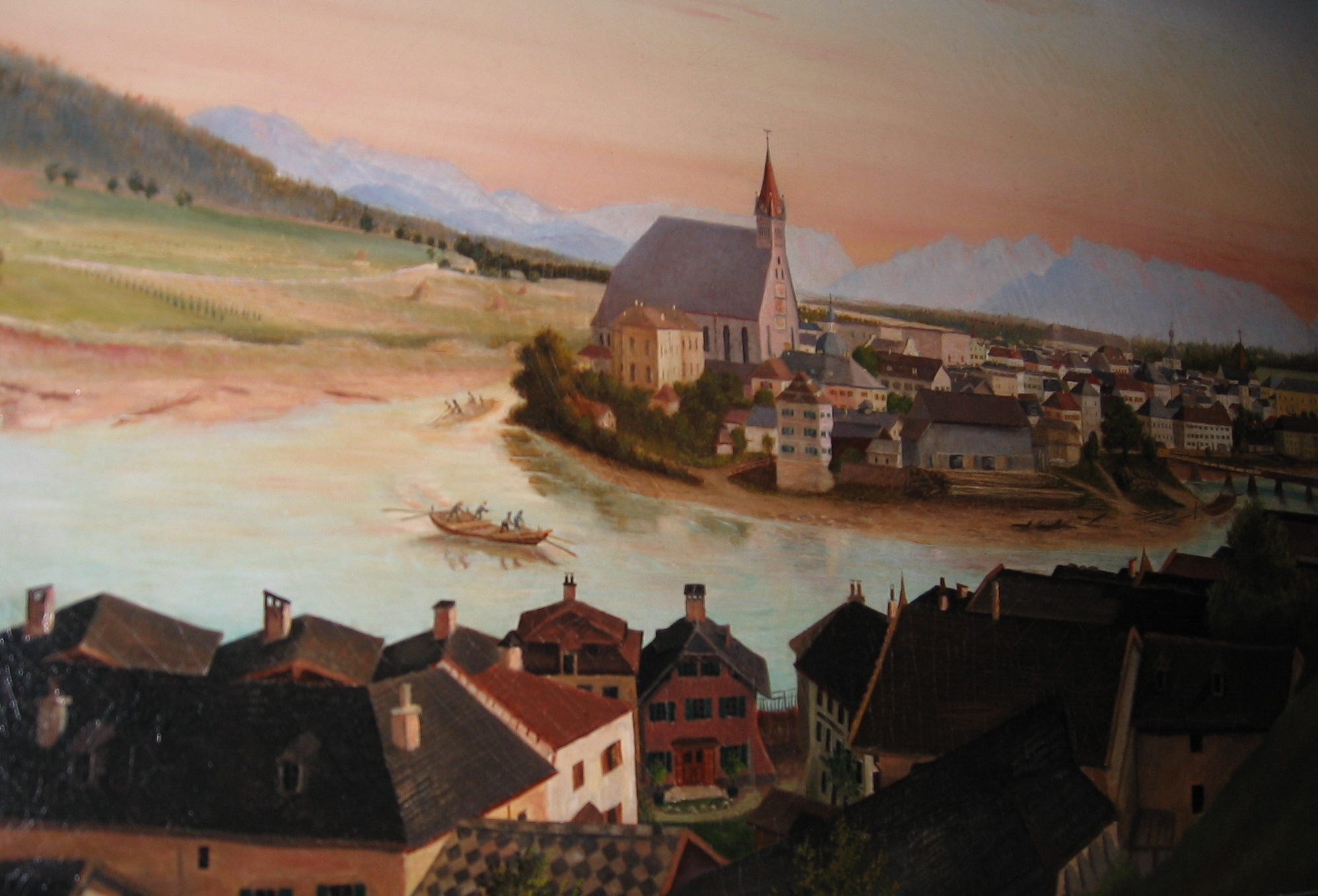
Schifffahrt in der Laufener Flussschlinge

Während der Krisenzeiten im Herzogtum Österreich (Erlöschen der Babenberger und Machtübernahme Ottokar II. Přemysl) stellte Papst Urban IV. 1263 das Salzburger Erzbistum unter den Schutz des Böhmenkönigs. Friedrich II. von Walchen (1270–1284), der erste Salzburger, der zum Erzbischof ernannt worden war, war aber ein treuer Anhänger Rudolfs von Habsburg und beteiligte sich durch die Entsendung von Truppen am Kampf Rudolfs gegen Ottokar. 1278 bestätigte Rudolf von Habsburg als Dank für die Hilfe dem Erzbischof die Blutgerichtsbarkeit für das gesamte Erzbistum, was neben dem territorialen Ausbau unter Eberhard II. die Landeshoheit der Salzburger Erzbischöfe erheblich stärkte. Die für die Landeswerdung notwendigen Geldmittel erhielt das Land dabei wesentlich durch den Salzabbau am Dürrnberg. Die Beziehungen Salzburgs zu den Habsburgern verschlechterten sich nach dem Tod Rudolfs, Salzburg unterstützte 1292 den erfolglosen Aufstand des steirischen Adels im Landsberger Bund gegen Herzog Albrecht I.
Erzbischof Wladislaw von Schlesien übertrug das Recht des Warentransports auf Salzach und Inn an 27 adelige Schiffsherren (Schiffsherrenprivileg), bis die Erzbischöfe um 1400 dieses Recht wieder zurückkauften. Die Laufener Bevölkerung war damals vielfach auf der Salzach als fahrende Dienstboten der Schiffsherren tätig.

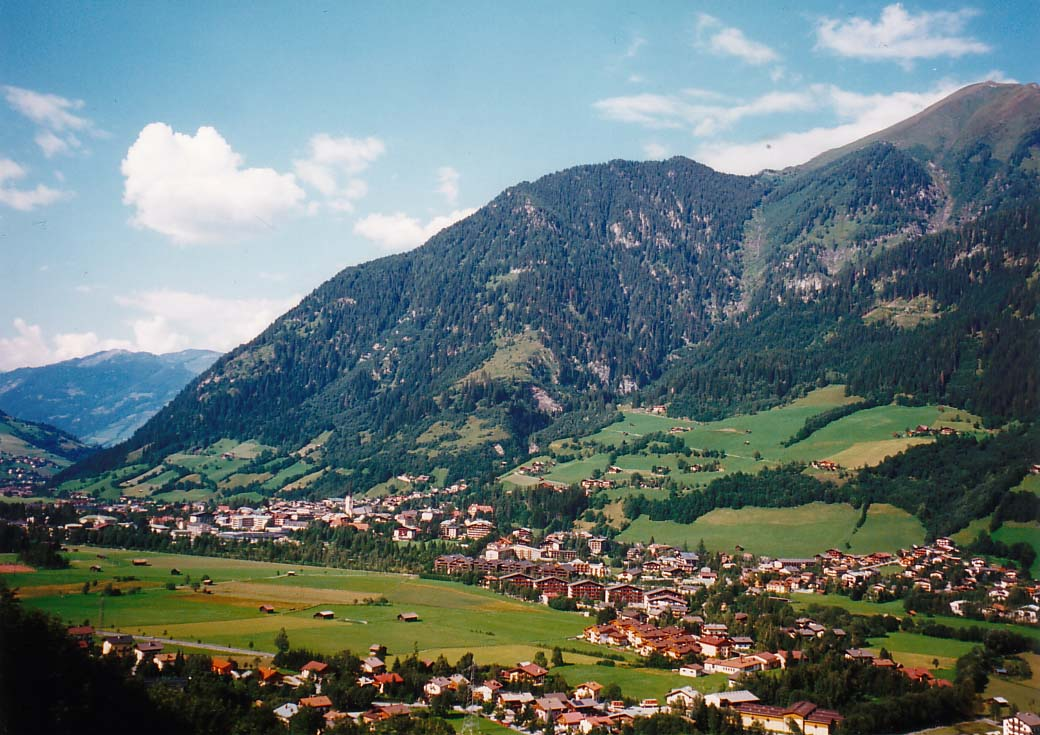
Blick vom Ortsteil Angertal nach Norden auf Bad Hofgastein. im Vordergrund Hundsdorf

1286 wurde Radstadt planmäßig gegründet und der ursprüngliche „alte Markt“ (Rastatt, heute Altenmarkt im Pongau), der schon in der Römerzeit als Poststation Ani bestanden hatte, verlor seinen Namen und seine Stellung als Hauptort im Ennspongau. Die Erhebung Radstadts zur Stadt erfolgte schon 1289.
Im Sühnebrief der Stadt Salzburg, der bald für alle Salzburger Städte zwischen Mühldorf am Inn und Pettau an der Drau seine Gültigkeit hatte, schlichtete Erzbischof Rudolf von Hoheneck den Streit zwischen den alteingesessenen Patriziern der Stadt und den neu zugewanderten Bürgern. Damit stellt der Sühnebrief das erste schriftliche Stadtrecht Salzburgs dar.
Mit der Anerkennung der Grenzen des Landes Salzburg im Raum des Rupertiwinkels durch Herzog Heinrich XIII. von Landshut begann der letzte Abschnitt der Ablösung des Erzbistums Salzburg von Bayern: 1275 wurde Salzburgs westliche Grenze zum Chiemgau durch den Landshuter Herzog bestätigt. Während der Regentschaft von Friedrich III. von Leibnitz nahm Salzburg 1322 an der Seite der Habsburger gegen das Mutterland Bayern an der Schlacht bei Mühldorf am Inn teil. Der sicher geglaubte Sieg blieb aus. Für Salzburg bedeutete dies große menschliche und finanzielle Verluste. Der wichtige Handelsplatz Tittmoning ging vorübergehend an Bayern verloren, bis die Ortschaft, 1234 zur Stadt erhoben, wieder käuflich erworben werden konnte. Auf Drängen des Salzburger Adels erließ der Erzbischof 1328 die erste Salzburger Landesordnung, welche das bis dahin geltende bayerische Landfriedensrecht ersetzte. Mit diesem Schritt trennte sich das Erzbistum damit endgültig vom Mutterland Bayern. Salzburg wurde zum weitgehend selbständigen Staat innerhalb des Heiligen Römischen Reiches.

## Salzburg als geistliches Fürstentum im römisch-deutschen Reich

### Das Erzstift bis zum Igelbund

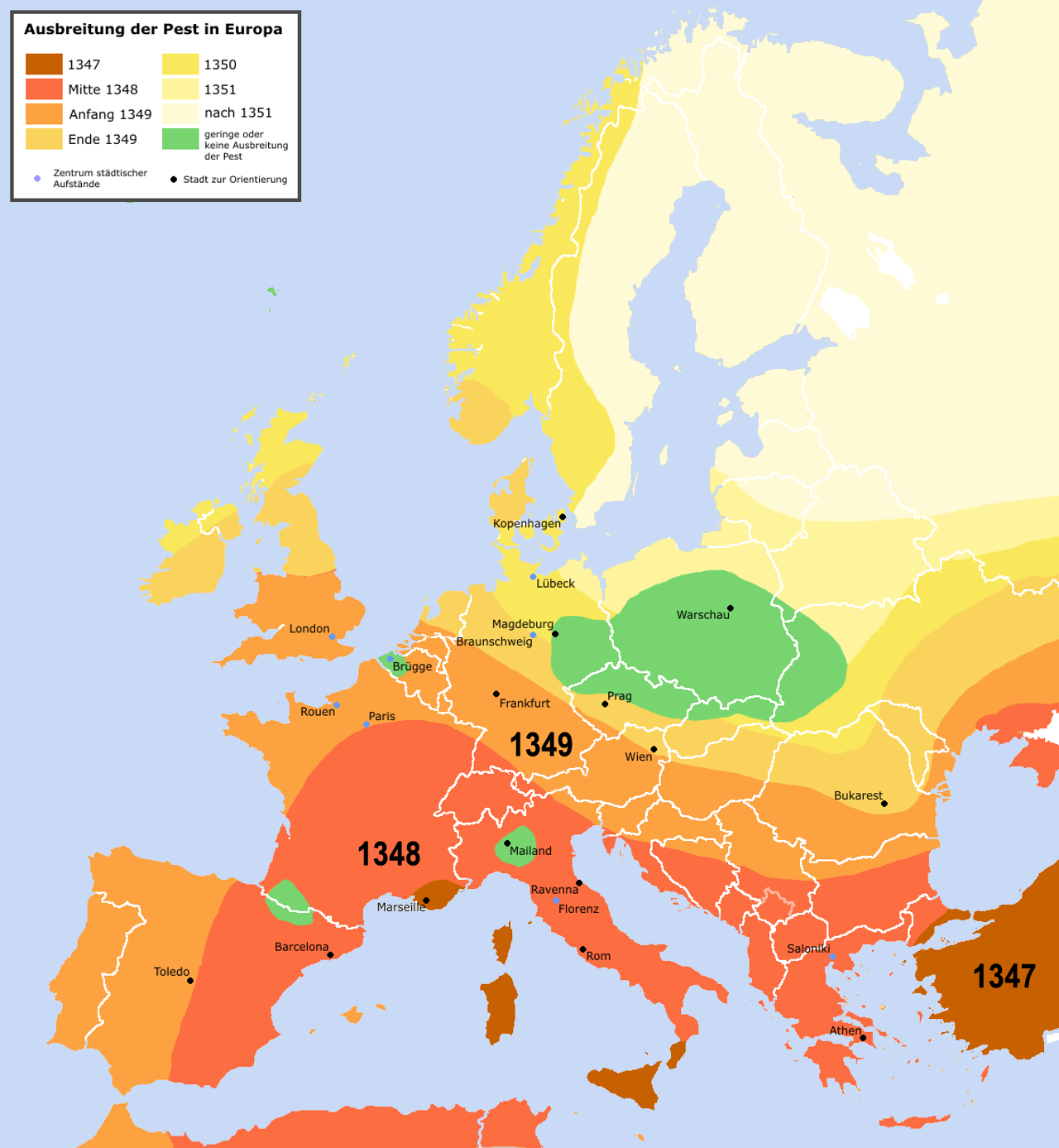
Ausbreitung der Pest in Europa zwischen 1347 und 1351

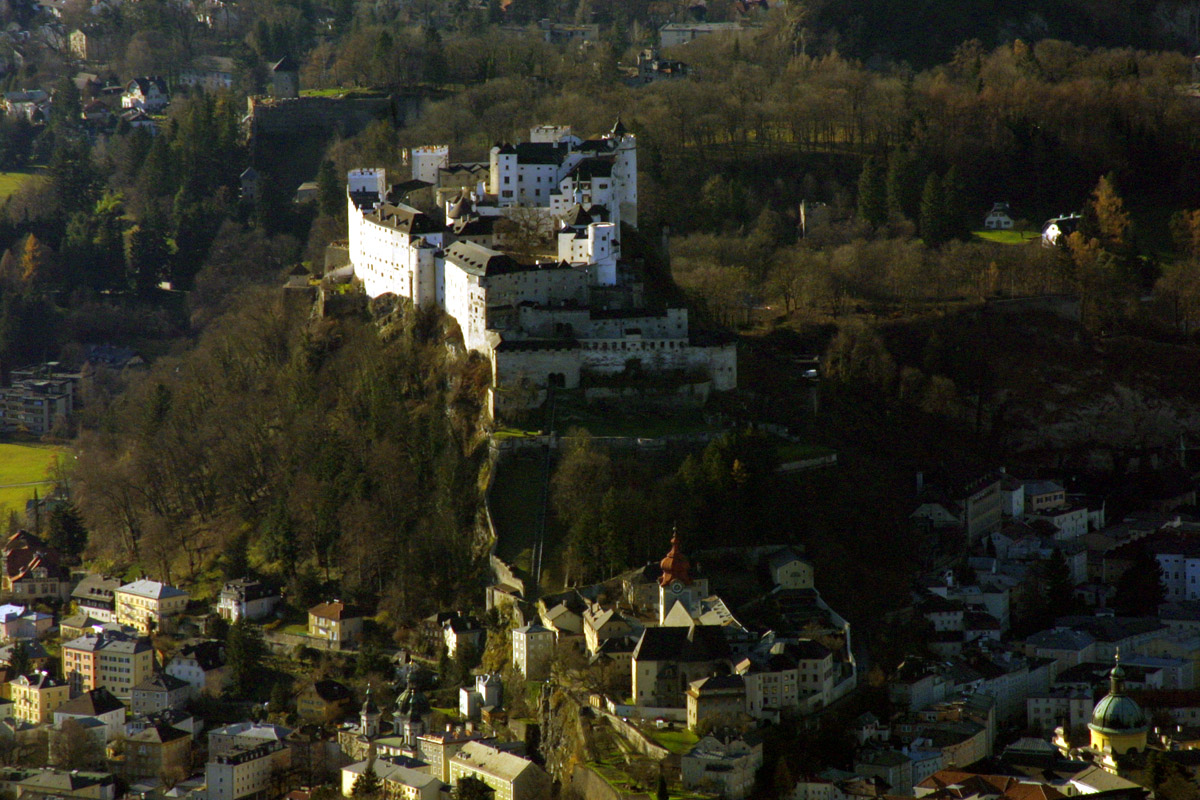
Blick vom Gaisberg auf die Festung Hohensalzburg

Ab dem zweiten Drittel des 14. Jahrhunderts wurde das Bergbauwesen des Erzstifts Salzburg stark erweitert. Der Abbau von Arsen im Lungau (Ramingstein, Rotgülden bei Muhr) diente der damals medizinischen Versorgung, aber auch für die Erzeugung von Stimulanzien. Im Gasteiner und im Rauriser Tal begann allmählich der Untertagbau zur Silber- und Goldgewinnung, das bisher im Waschverfahren gewonnen wurde. Besonders Hofgastein wurde zum Wohnsitz vieler bedeutender Gewerkenfamilien im Land Salzburg. Diese zusätzlichen Einnahmequellen führten zu einem wirtschaftlichen Aufschwung des Erzbistums. 1342 wurde durch Erzbischof Heinrich von Pirnbrunn (1338–1343) die erste Bergwerksordnung für das Gasteiner Tal erlassen, in der auch erstmals vom Land Salzburg die Rede ist. Eine Heuschreckenplage 1340 und die Große Pestepidemie zwischen 1348 und 1350 führten zu einer großen Dezimierung der Bevölkerungszahl durch Hunger und Krankheit. Allein in der Stadt Mühldorf am Inn starben innerhalb von zwei Jahren 1400 Menschen.

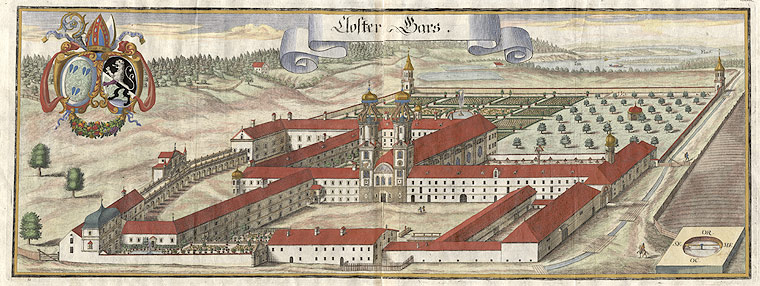
Michael Wening: Kloster Gars, Anfang 18. Jh.

Unter Erzbischof Pilgrim II. von Puchheim erreichte das Erzbistum Salzburg seine größte territoriale Ausdehnung: Neben dem heutigen Flachgau, dem Rupertigau (mit Laufen, Lebenau, Tittmoning, Tettelham, Halmberg, Raschenberg und Stauffenegg), dem Tennengau, Pongau, Pinzgau und Lungau reichte das Salzburger Territorium über den Felber Tauern nach Matrei in Osttirol und zu Besitzungen im Virgental. Das Virgental war dabei zur Beherrschung des wichtigen Alpenpasses wichtig. Die Gebiete um die Gerichte Zell am Ziller und Kropfsberg im Zillertal und Inntal – wo sich schon in der Römerzeit die Grenze zwischen Norikum und Rätien befand – gehörten seit dem 8. Jahrhundert zum Erzbistum Salzburg. Westlich von Kitzbühel war das Pflegegericht Itter Teil der Salzburger Kirche. Die isolierten „bayerischen“ Besitzungen Salzburgs im Chiemgau, im Isengau und am Inn (wie Mühldorf am Inn oder Gars) konnten mit dem Hauptterritorium Salzburgs nicht vereint werden.

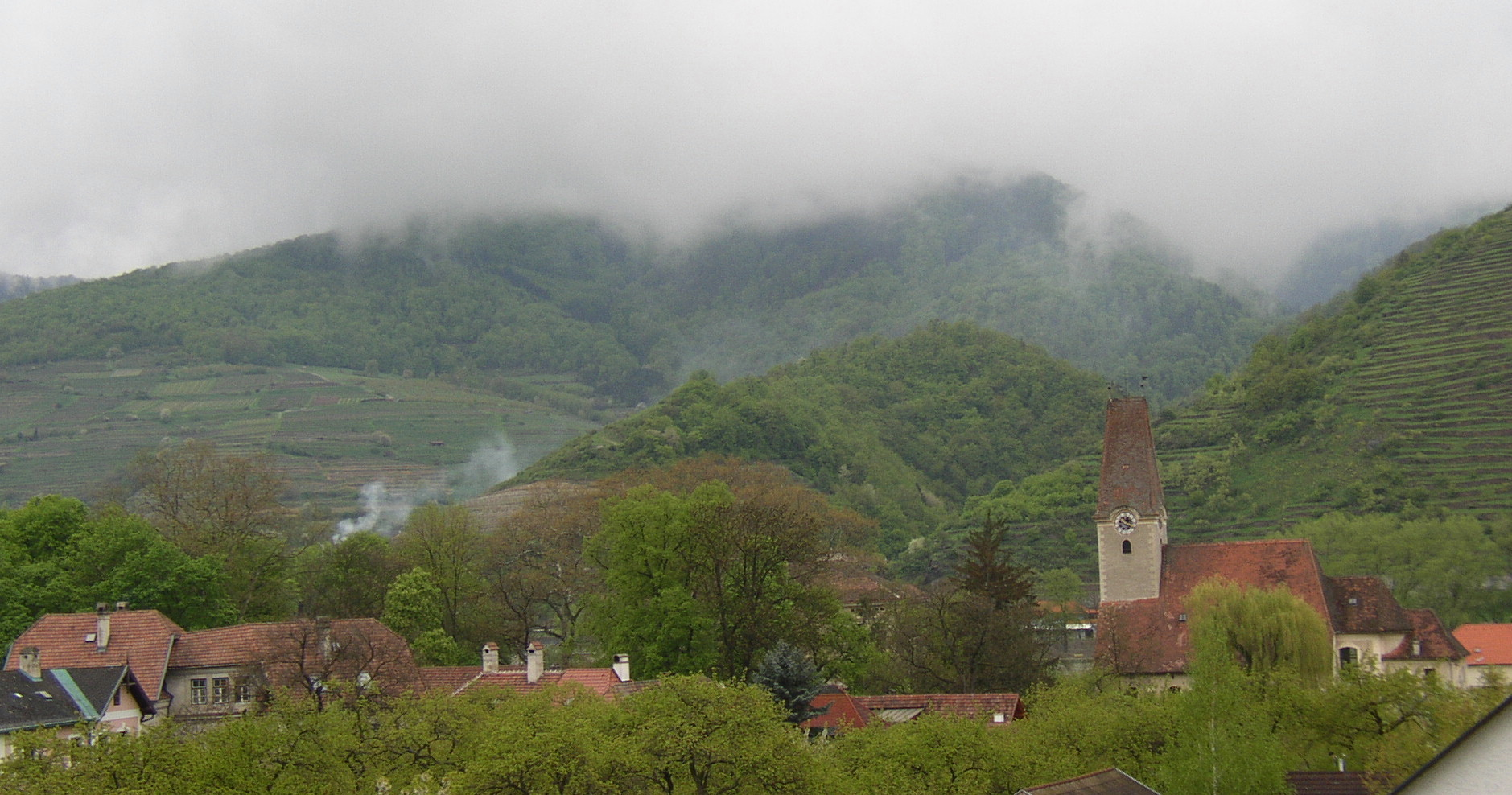
Hofarnsdorf

An der Donau in der Wachau versorgten die Orte Arnsdorf, Wölbling und Traismauer Salzburg mit hervorragendem Wein. Die Besitzungen in der heutigen Steiermark (Haus im Ennstal, Gröbming, Baierdorf, Neumarkt, Deutschlandsberg, Straßgang, Leibnitz und Arnfels) und in Kärnten (Friesach, Althofen, Hüttenberg, Taggenbrunn, Reisberg, Lichtenberg, Maria Saal, St. Andrä, Stein, Löschental und Lavamünd) bildeten sich aus den verbliebenen Schenkungen des 9. Jahrhunderts im Zuge der Missionstätigkeit Salzburgs in Karantanien und Pannonien. Die Güter Stall, Sachsenburg und Lengberg im Oberkärntner Drau- bzw. Mölltal und das Territorium um die Stadt Gmünd bis auf die Passhöhe des Katschberges, über die Rauchenkatsch mit dem Lungau verbunden war, waren Versuche des Erzbistums Salzburgs, die Pässe Richtung Süden zu sichern. Am weitesten entfernt von der Metropole Salzburg lagen die Besitzungen in der Untersteiermark, das seit der Antike bedeutende Pettau an der Drau und Rann an der Save mit den in seiner Umgebung liegenden Burgen Lichtenwald (heute Sevnica), Reichenburg (heute Brestanica) und Pischätz. Einige dieser auswärtigen Besitzungen des Erzbistums Salzburg gingen im Laufe des Spätmittelalters an die Habsburger verloren.

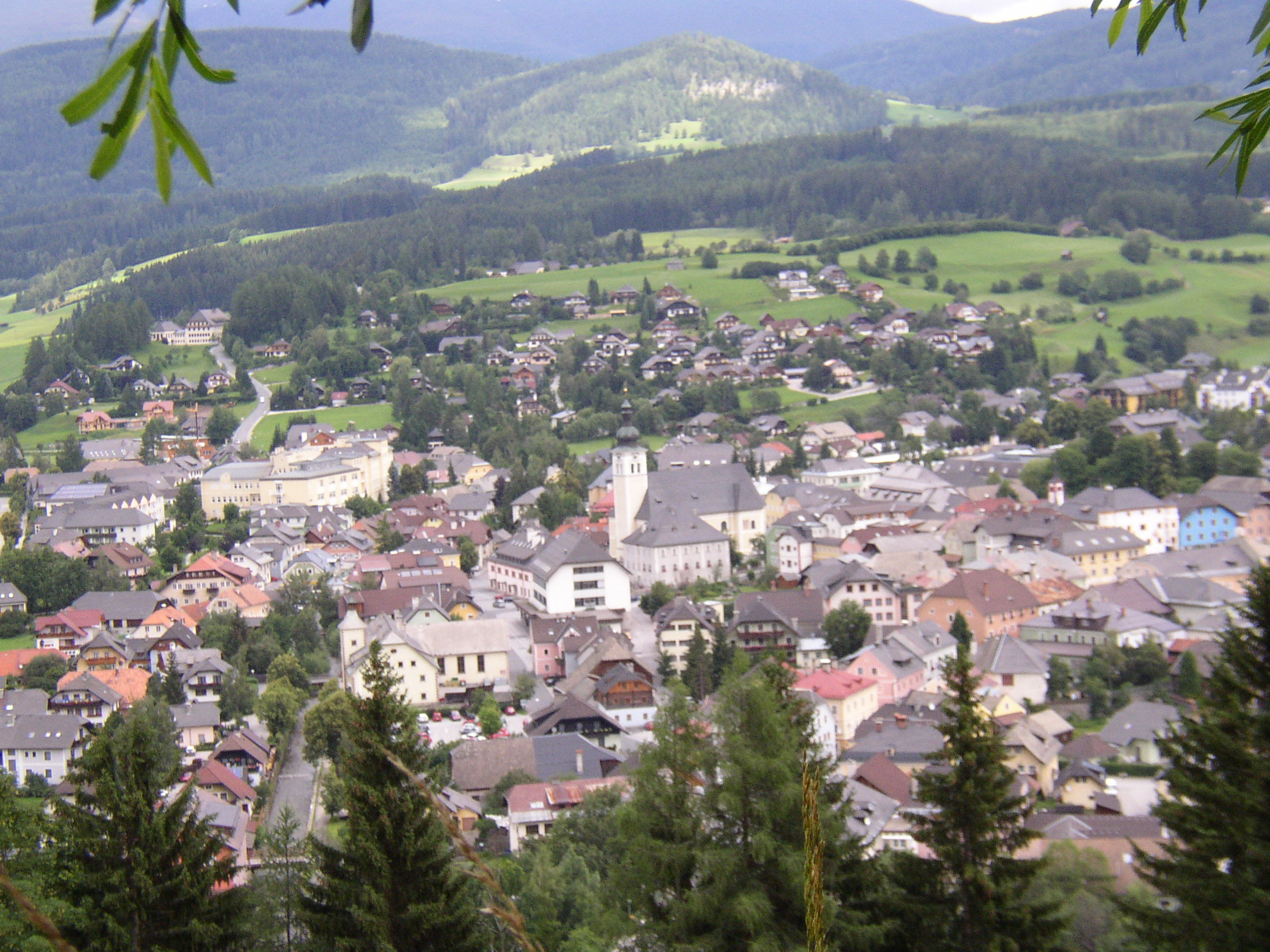
Blick auf Tamsweg von der Wallfahrtskirche St. Leonhard aus

Im Jahr 1368 wurden, während der Herrschaft von Erzbischof Pilgrim II. von Puchheim, viele Teile des Salzburger Stadtrechts, die zu unterschiedlichen Zeiten entstanden waren, schriftlich festgehalten. Dieses Salzburger Stadtrecht galt auch für alle Salzburger Städte, von denen jedoch, bis auf Hallein und Radstadt, heute in Slowenien (Ptuj/Pettau), in Bayern (Laufen, Tittmoning, Mühldorf am Inn) oder anderen österreichischen Bundesländern (Gmünd in Kärnten, Friesach) liegen. Für das geschlossene Territorium Salzburgs begnügte man sich in den meisten zentralen Orten mit dem Landrecht und dem Marktrecht. Ab 1400 wurden die Machtansprüche der Salzburger Erzbischöfe immer größer. Die Landesherren kauften die Schiffsrechte in Laufen wieder an, es kam zu ersten Auseinandersetzungen zwischen den regierenden Erzbischöfen und dem Adel sowie den Bürgern der Salzburger Städte, die sich im „Igelbund“ verbündeten, deren Forderungen aber von den Salzburger Fürsten nicht anerkannt wurden.

### Vom Igelbund zum Bauernkrieg
1462 kam es aufgrund der drückenden Steuern, die von Erzbischof Burkhard von Weißpriach (1461–1466) erhoben wurden, in den Salzburger Gebirgsgauen zu ersten Bauernunruhen. Den Ausgleich zwischen Erzbischof Burkhard und den Bauern vermittelte Herzog Ludwig von Bayern, der den Anführer der Aufstände, Ulrich Dienstl zum Pfleger in Goldegg erhob. Im darauffolgenden Jahr (1463) unterdrückte Dienstl selbst in seiner neuen Funktion die Erhebungen. Aber die Spannungen blieben bestehen. Die Festungen der Erzbischöfe, besonders die Festung Hohensalzburg wurden erheblich ausgebaut. Erzbischof Bernhard von Rohr (1466–1482) verbündete sich – ebenso wie viele österreichische Städte und Grafschaften – mit dem ungarischen König Matthias Corvinus gegen Kaiser Friedrich III. Corvinus residierte bis 1490 in Wien, während Kaiser Friedrich seine Residenz nach Linz verlegt hatte. Viele Salzburger Orte nördlich des Pass Lueg wurden von kaiserlichen Truppen besetzt. Die Bürger der Stadt Salzburg stellten sich auf die Seite Friedrichs, der ihnen im Salzburger Ratsbrief (1481) besondere Rechte zugestand, die von den Erzbischöfen wiederholt verwehrt worden waren. Corvinus drang über die Steiermark bis nach Kärnten, aber auch in den Lungau vor. Es kam zu kriegerischen Auseinandersetzungen mit den Osmanen, die Corvinus 1478 besiegen konnte.

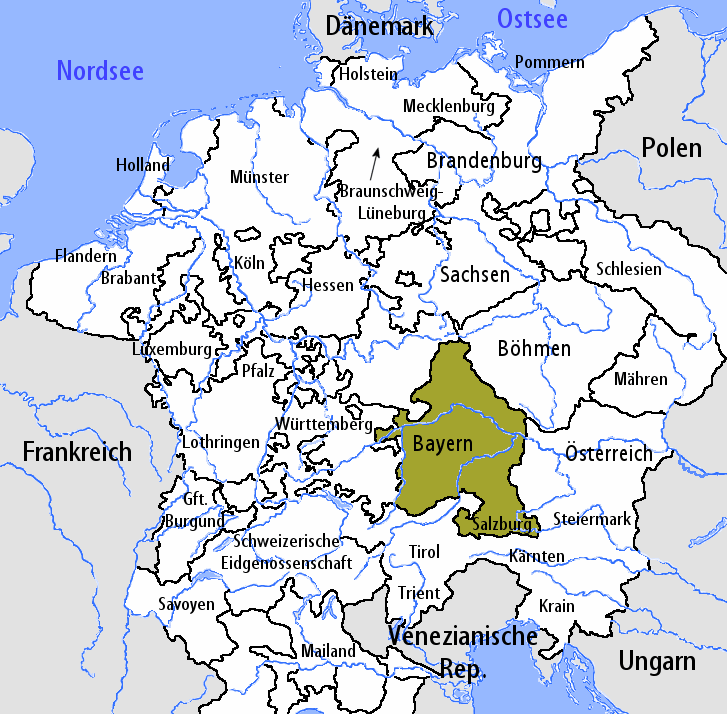
Karte des Reiches mit den Reichskreisen und den kreisfreien Gebieten, Stand etwa 1512.
In grüner Farbe der Bairische Reichskreis, zu dem Salzburg gehörte

Nach dem Tode Corvinus’ 1490 räumten die Ungarn die innerösterreichischen Kronländer und den Lungau. 1490 gingen die Städte Pettau und Rann in der Untersteiermark an die Habsburger und waren für Salzburg endgültig verloren. Die Vizedomämter Friesach in Kärnten und Leibnitz in der Steiermark konnten dagegen von Erzbischof Friedrich V. von Schaunberg (1489–1494) zurückgekauft werden. 1493 wurde der deutsche König Maximilian I. Nachfolger von Kaiser Friedrich III. Wurde Maximilian I. als der „Letzte Ritter“ bezeichnet, so galt diese Bezeichnung auch für Erzbischof Leonhard von Keutschach (1495–1519). Der Erzbischof ordnete die zerrütteten Staatsfinanzen, straffte die Verwaltung und führte das Land zu einer wirtschaftlichen Blüte. Er war aber auch verantwortlich für den Entzug der 1481 verliehenen Bürgerschaftsprivilegien, wobei er die Salzburger Ratsherren gefangen nahm. Er war auch für die Vertreibung der letzten Juden aus Salzburg verantwortlich. Er verlegte seinen Wohnsitz auf die Festung Hohensalzburg, wo ihm die Ausstattung der prächtigen Fürstenzimmer zu verdanken ist. Für kurze Zeit – zwischen 1506 und 1565 – erweiterte das Mondseeland das Salzburger Territorium.
Bei der Einteilung von zunächst sechs, später zehn Reichskreisen, in die Kaiser Maximilian I. ab 1500 die meisten Territorien des Heiligen Römischen Reiches einteilte, fiel Salzburg seiner Geschichte entsprechend an den Bayerischen Reichskreis. Der Kreis bestand bis 1806, dem Jahr des Endes des Reiches.

### Vom Bauernkrieg zu ersten Protestantenausweisungen

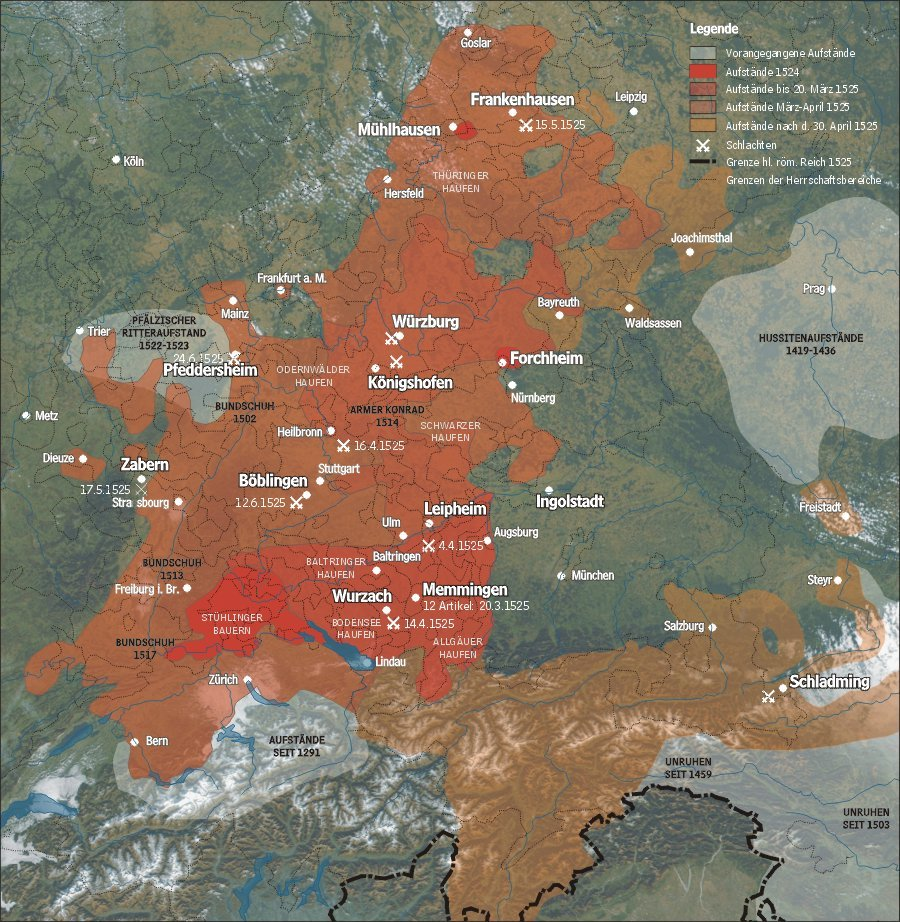
Ausbreitung der Aufstände

Leonhard von Keutschach baute die Straße über den Radstädter Tauernpass, die zuletzt in der römischen Antike ausgebaut worden war und während des Mittelalters allmählich zu einem Saumpfad für den Transport mit Tragtieren verfiel, wieder für den Wagenverkehr aus. Diese Investition öffnete das Erzstift Salzburg wieder für den intensiven Verkehr auf einer Nord-Süd-Verbindung durch die Ostalpen.
Unter Erzbischof Matthäus Lang von Wellenburg (1519–1540), der das Erzbistum Salzburg erstmals mit absoluter Macht regierte, gesellten sich zu den Konflikten mit den Bauern „inner Gebirg“ und den Bürgern der Salzburger Städte das Auftreten der Täufer und die Lehren Martin Luthers. 43 Täufer wurden unter der Regentschaft Langs im Erzbistum Salzburg hingerichtet, doch immer wieder tauchten neue Prediger im Land auf. Der Erzbischof beschnitt immer drastischer die Rechte der Bürgerschaft und erließ eine umfangreiche Stadt- und Polizeiordnung.
Durch die Hinrichtung zweier Pongauer Bauernsöhne, die man der Abkehr vom katholischen Glauben bezichtigte, wurde 1525 der Große Salzburger Bauernkrieg ausgelöst, der anfangs von den Gewerken in Gastein und Rauris organisiert wurde. Auch die Bevölkerung der Stadt Salzburg verbündete sich mit den Aufständischen (Gewerken und Bauern). Erzbischof Matthäus Lang von Wellenburg musste mit seinem Gefolge auf die Festung Hohensalzburg flüchten. 14 Wochen lang wurde die Burg von den Aufständischen belagert. Der Erzbischof war schon bereit, als weltlicher Fürst abzudanken, doch konnte er sich zuletzt doch noch die Hilfe des Schwäbischen Bundes erkaufen. Am 31. August 1525 wurde ein Waffenstillstand zwischen den Konfliktparteien vermittelt und – als Teil der Vereinbarung mit dem Schwäbischen Bund Herzog Ernst von Bayern zum Koadjutor des Erzbistums gewählt. Währenddessen mobilisierten Gefährten des Tiroler Bauernführers Michael Gaismair die Pinzgauer Bauern zur Unterstützung gegen die habsburgisch-österreichischen Truppen, die – über die Steiermark kommend und mit Einverständnis des Erzbischofs – die Salzburger Gebirgsgaue queren mussten, um in Tirol eingreifen zu können. Bei der Belagerung von Radstadt zeigten die Aufständischen noch im Mai und Juni 1526 Anfangserfolge, doch musste Gaismair schließlich nach einer Niederlage bei Zell am See seine Truppen nach Venetien führen. Damit ging die entscheidende Schlacht bei Radstadt am 2. Juli für die Salzburger Bauern verloren. Viele von ihnen wurden in einem Strafgericht verurteilt und hingerichtet. Die finanziellen Verluste glich Erzbischof Lang durch strenge Sparmaßnahmen aus.

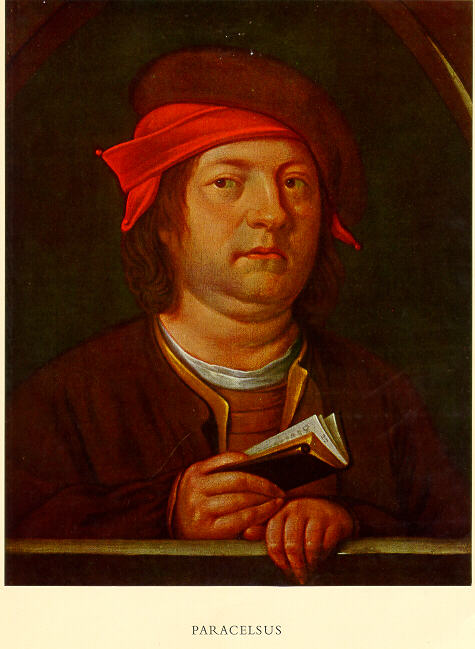
Theophrastus Bombastus v. Hohenheim (1493–1541) Paracelsus.

Damals wurde der Bergbau im Land Salzburg wirtschaftlich immer bedeutsamer. Schon vor 1400 war im Rauriser Tal (Kolm-Saigurn) und im Gasteiner Tal mit dem Abbau von Gold und Silber begonnen worden. Im Lungau (Gemeinde Muhr, Schellgaden und Rotgülden) schon vor 1300. Dafür wurde 1630 im damals salzburgischen Zillertal ein reicher Goldfund gemacht. Zwischen 1500 und 1700 war zudem der Kupferbergbau in Hüttschlag für das Land Salzburg wirtschaftlich bedeutsam.
Aufgrund der steigenden Fördermengen von Gold und Silber wurde 1534 ins Gasteiner Tal eine Fahrstraße gebaut. Der Abbau von Gold wurde damals neben dem Salz zur zweiten Haupteinnahmequelle des Landes. 1557 etwa wurden im Land Salzburg 830 Kilogramm Gold gewonnen, mehr als 10 % der damaligen Weltproduktion von Gold stammten aus dem Rauriser Tal. In dieser Zeit starb jedoch der reichste Gasteiner Gewerke Christoph Weitmoser, der große Organisator der Infrastruktur zur Förderung des Edelmetalls. Weitmoser hatte die Flößereianlagen an der Salzach (etwa in Lend) errichten lassen, die die sehr große Mengen an Holz zur Verhüttung des Goldes für die Hochöfen lieferten. Durch die Erschöpfung der leicht zugänglichen Erzgänge, den rücksichtslosen Raubbau nach dem Tode Christoph Weitmosers und wegen der wachsenden Lohnkosten für die Bergknappen (Hofgastein war damals die zweitgrößte Siedlung des Erzbistums Salzburg) setzte schnell der Rückgang des Goldabbaus ein. 1567 wurden noch 371 kg gewonnen, 1597 dann 127 kg und 1615 gar nur 25 kg Gold.
Der beschwerliche Zugang ins Großarler Tal und zu den dort an Bedeutung gewinnenden Kupferabbaustätten entschärfte sich durch den Bau einer Fahrstraße über die Liechtensteinklamm, bei dem erstmals eine Wegtrasse in die Felsen gesprengt wurde.
In dieser Zeit fertigte der im Erzbistum weilende Arzt und Naturwissenschafter Theophrastus Paracelsus ein erstes Gutachten über die Thermalquellen in Gastein an. Nach dem Tod Erzbischof Langs 1540 wählte das Domkapitel Ernst, Herzog von Bayern, zum neuen Salzburger Fürsten und Administrator. Da dieser fähige Fürst aber die höheren geistlichen Weihen durch den Papst nicht annahm, um nicht auf das Recht der Erbfolge als bayerischer Herzog zu verlieren, wurde er 1554 abgesetzt.
1564 und 1565 versuchten Hans Stainer und Wilhelm Egger, zwei Bauernführer aus Bischofshofen, einen neuerlichen Bauernaufstand im Pongau. Es schlossen sich aber nur wenige Bauern an, die beiden Anführer wurden rasch festgenommen und hingerichtet. Ihre Nachkommen bzw. Erben auf deren Höfen mussten bis 1811 den „Blutwidderdienst“ leisten, einen Sühnedienst, bei dem alljährlich zum üblichen Zehent zwei Widder hinzukamen, die mit einem roten Tuch als Symbol für den Mantel des Erzbischofs bedeckt, an den Hof des Salzburger Fürsten gebracht werden mussten. 1571 verlegte Erzbischof Johann Jakob von Kuen-Belasy seine Residenz bis 1582 nach Mühldorf, da in Salzburg die Pest wütete.

### Die Blütezeit des Erzbistums und die Vertreibung der Protestanten

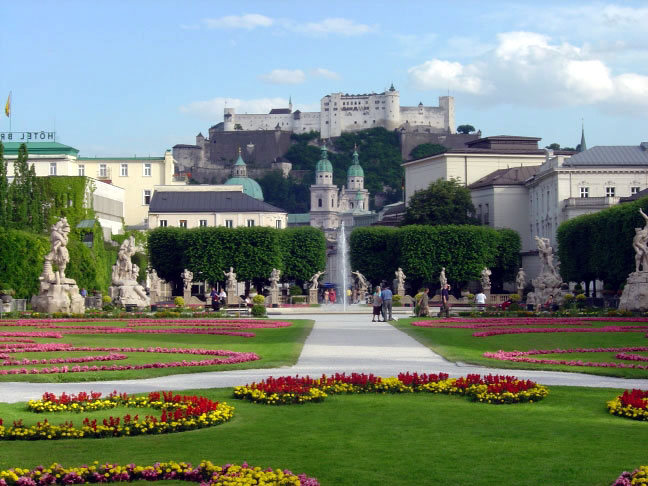
Hohensalzburg, vom Mirabellgarten aus

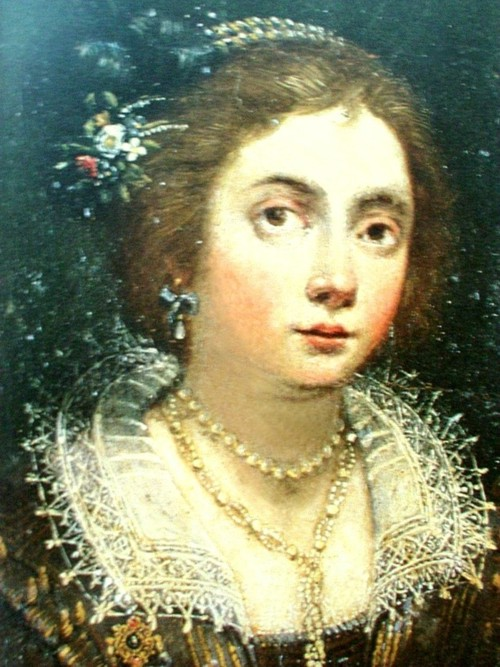
Salome Alt

Unter der Regentschaft Fürsterzbischofs Wolf Dietrich von Raitenau (1587–1612) kam es zu großen politischen und kulturellen Umwälzungen im Erzbistum Salzburg. 1588 wurden die protestantisch gesinnten Bürger der Stadt weitestgehend ausgewiesen und gegen Anhänger der Lehre Luthers in den ländlichen Gebieten des Erzbistums umfassendere gegenreformatorische Maßnahmen geplant. Dazu holte der Erzbischof 1594 die Kapuziner ins Land. Auf dem heutigen Kapuzinerberg (früher: „Imberg“) errichtete man dem Brüderorden ein Stammkloster. In Werfen, Radstadt und Tamsweg gründete man Kapuzinerklöster zur Kontrolle der religiösen Gesinnung der Bevölkerung in den Gebirgsgauen. Den protestantischen Bestrebungen der Bergknappen am Dürrnberg wurde dort mit der Errichtung der frühbarocken Wallfahrtskirche begegnet.
Wolf Dietrich von Raitenau regierte als Fürst des Erzbistums mit absoluter Gewalt. Er entmachtete die Landstände des Erzstifts Salzburg, führte ein straffes Beamtentum ein und zentralisierte die Verwaltung des Landes durch die Zusammenlegung der Urbarämter und Pflegegerichte. Ausdruck seiner Alleinherrschaft wurden seine baulichen Maßnahmen: Für den Neubau der Residenz ließ Wolf Dietrich 100 Bürgerhäuser abreißen, um den Salzburger Dom sowie die Alte und Neue Residenz im Lichte offener Plätze erstrahlen zu lassen. 1597 und 1598 kam es zum Brand des alten Chiemseehofs und des großen romanischen Doms, was die Möglichkeiten zur architektonischen Neugestaltung Salzburgs weiter verbesserte. Im Zuge der Anlage des Residenzplatzes wurde der Domfriedhof 1603 in der Altstadt aufgelassen. Wolf Dietrich ließ sich im neu gestalteten Sebastiansfriedhof am rechten Salzachufer sein Mausoleum, die Gabrielskapelle, errichten. Zwischen 1605 und 1607 wurden die Neue Residenz (in dem im Jahr 2007 das neue Salzburg Museum eröffnet wurde) und das heutige Schloss Mirabell für Wolf Dietrichs heimliche Ehefrau Salome Alt und ihre Kinder errichtet. Zur politischen Abgrenzung Salzburgs von seinen Nachbarn wurde 1606 vom Domkapitel beschlossen („Ewiges Statut“, das auch eingehalten werden konnte), nie einen bayerischen Prinzen oder einen österreichischen Erzherzog zum Erzbischof von Salzburg zu wählen. Ab 1610 residierten die Bischöfe von Chiemsee – als Weihbischöfe die Stellvertreter des Salzburger Erzbischofs – regelmäßig in der Metropole im neu errichteten Chiemseehof. 1611 geriet Wolf Dietrich wegen des Salzhandels in Konflikt mit dem Herzogtum Bayern und ließ die Fürstpropstei Berchtesgaden besetzen. Als die Bayern in die Stadt Salzburg einrückten, flüchtete der Erzbischof mit seiner Familie über die Radstädter Tauern, wurde aber gefangen genommen und im Kloster Nonnberg inhaftiert. Wolf Dietrich resignierte und verbrachte den Rest seines Lebens in Einzelhaft auf der Festung Hohensalzburg.

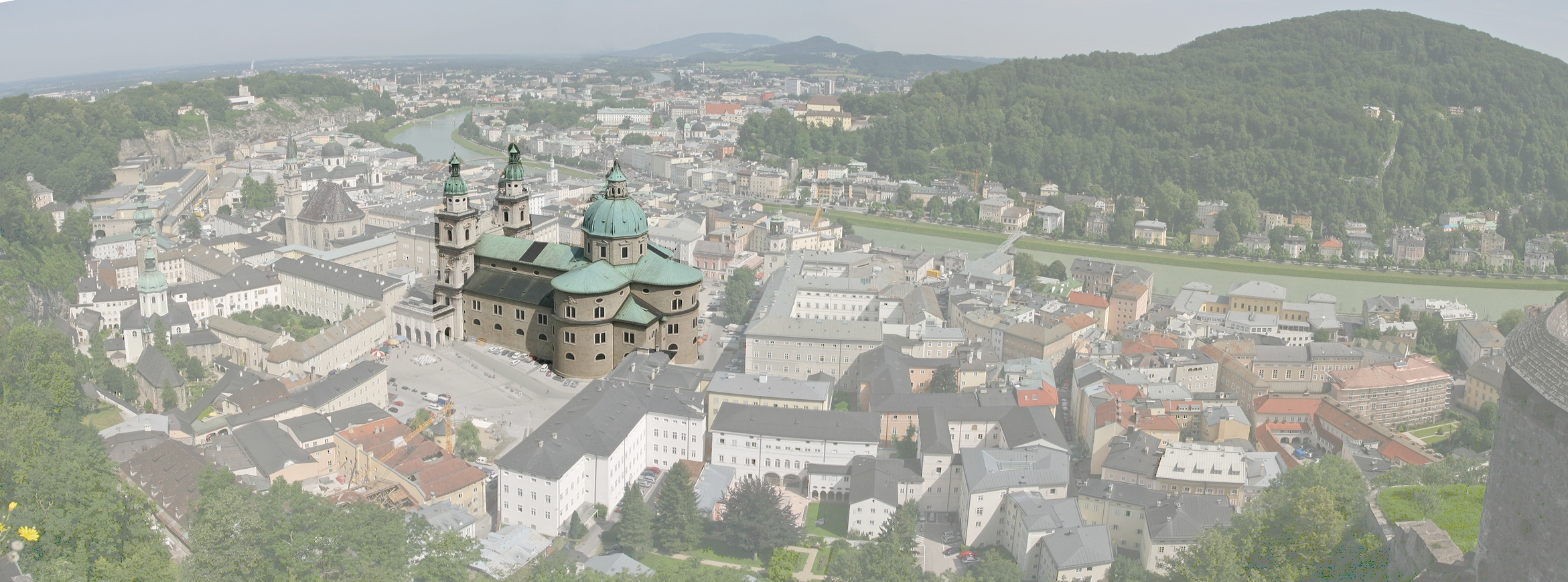
Salzburger Dom im Stadtensemble

Sein Nachfolger Markus Sittikus von Hohenems (1612–1619) wurde während der bayerischen Besatzung vom Domkapitel gewählt. 1614 kam es zur Grundsteinlegung des heutigen Salzburger Doms nach Plänen von Santino Solari. Die Pläne Wolf Dietrichs zur Domgestaltung nach Vincenzo Scamozzi wurden fallengelassen. Solari war auch der Baumeister des aufwändigen Schlosses Hellbrunn einschließlich seines Schlossgartens mit den Wasserspielen, des Monatsschlösschens, des Steintheaters und des sakralen Gartens um den Anifer Alterbach sowie des umgebenden Landschaftsgartens mit der zentralen Hellbrunner Allee. 1616 fanden dort und in der Residenz die ersten Aufführungen von Opern außerhalb Italiens statt.
Zwischen 1619 und 1653 regierte Erzbischof Paris Graf Lodron, einer der bedeutendsten Landesfürsten, das Erzbistum Salzburg. Durch sein politisches Geschick und militärische Vorkehrungen gelang es ihm das Erzbistum Salzburg aus den Wirren des Dreißigjährigen Krieges herauszuhalten.

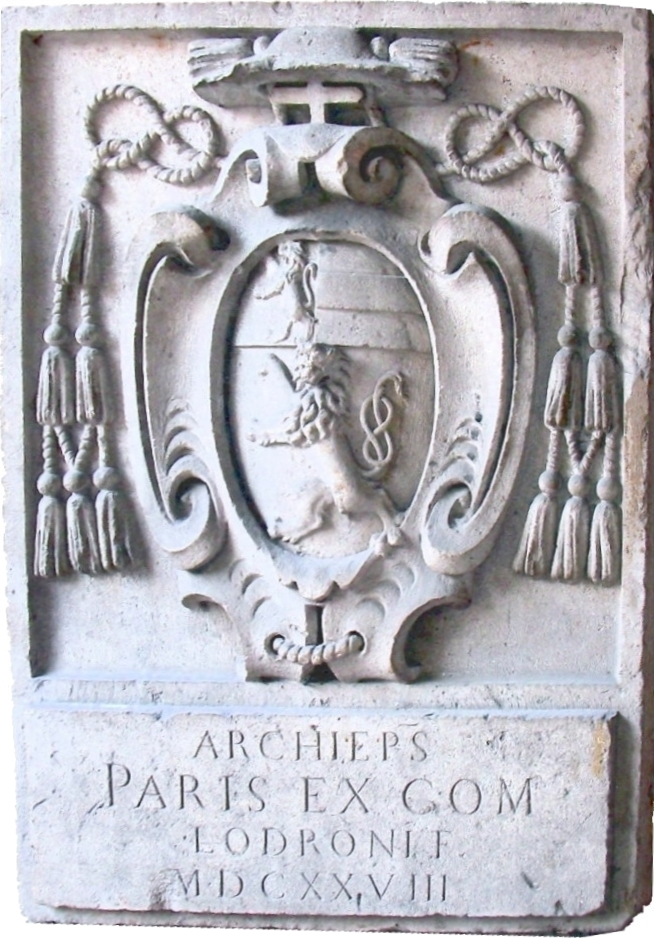
Steinrelief mit dem Wappen von Paris Lodron

Er gründete die Universität Salzburg (die auch seinen Namen trägt) und vollendete den frühbarocken Solari-Dom, den ersten seiner Art nördlich der Alpen. War die Stadt Salzburg bisher nur durch eine längst unzeitgemäße und schwache einfache Stadtmauer sowie die beiden Stadtberge, den Fluss und die Moore geschützt, so ließ Paris Lodron aus Salzburg nun eine Festungsstadt bauen. Im ungeschützten Nordosten der Neustadt am rechten Salzachufer, also im Bogen vom Schloss Mirabell zur Linzergasse, wurden – ebenfalls von Santino Solari – fünf mächtige Bastione samt weitläufiger Vorwerke („Hornwerke“) errichtet und der Mönchsberg sowie der Kapuzinerberg und dessen Franziskischlössl und einer den Berg fast allseits umgebenden Mauer sowie mit weiteren Bastionen befestigt. Im Westfälischen Frieden von 1648, dem Ende des Dreißigjährigen Krieges, wurde das Erzstift Salzburg als souveränes Fürstentum innerhalb des Heiligen Römischen Reiches Deutscher Nation anerkannt.
Mit der Errichtung der beiden Türme am Dom und dem Residenzbrunnen am größten Platz der Altstadt ist die Regierungszeit von Erzbischof Guidobald Graf von Thun (1654–1668) verbunden.
Während der Regentschaft von Erzbischof Kardinal Max Gandolph Graf Kuenberg (1668–1687) erlebte das Erzbistum Salzburg – immer noch vom Geist der Gegenreformation geprägt – den Höhepunkt der grausamen Zauberer- und Hexenprozesse mit 133 Hinrichtungen. Außerdem ordnete der Landesherr die Vertreibung protestantischer Bauern aus dem Defereggental bei Matrei in Osttirol an, das damals zum Erzbistum Salzburg gehörte, sowie die Vertreibung evangelischer Bergknappen am Dürrnberg. Von 1687 bis 1709 übernahm Erzbischof Johann Ernst Graf von Thun die Regentschaft des Erzbistums. Damals erreichte der Eisenerzabbau bei Tenneck und in der Flachau im Pongau seine Hochblüte. Erste frühindustrielle Manufakturen konnten sich im Land trotz Fördermaßnahmen abgesehen von der Messingerzeugung in Oberalm und in der Ebenau nicht halten. Weiterhin blieb, neben der Land- und Forstwirtschaft, der Bergbau – allen voran der Salzbergbau am Dürrnberg – der wichtigste Wirtschaftsträger des Landes. Während der Regentschaft von Johann Ernst von Thun wurde Johann Bernhard Fischer von Erlach Hofarchitekt des Erzbischofs, der den Mirabellgarten neu gestaltete (1690), vor allem aber die Kollegienkirche (1694–1707), das St. Johannsspital (1695–1704), das Schloss Kleßheim (1694–1709) und die Ursulinenkirche (vollendet 1707) erbaute. Zur Zeit von Erzbischof Franz Anton Fürst Harrach (1709–1727) hatte die Stadt Salzburg rund 14.300 Einwohner. Zum letzten Mal trat im Land Salzburg die Pest 1713 bis 1715 im nördlichen Flachgau auf.

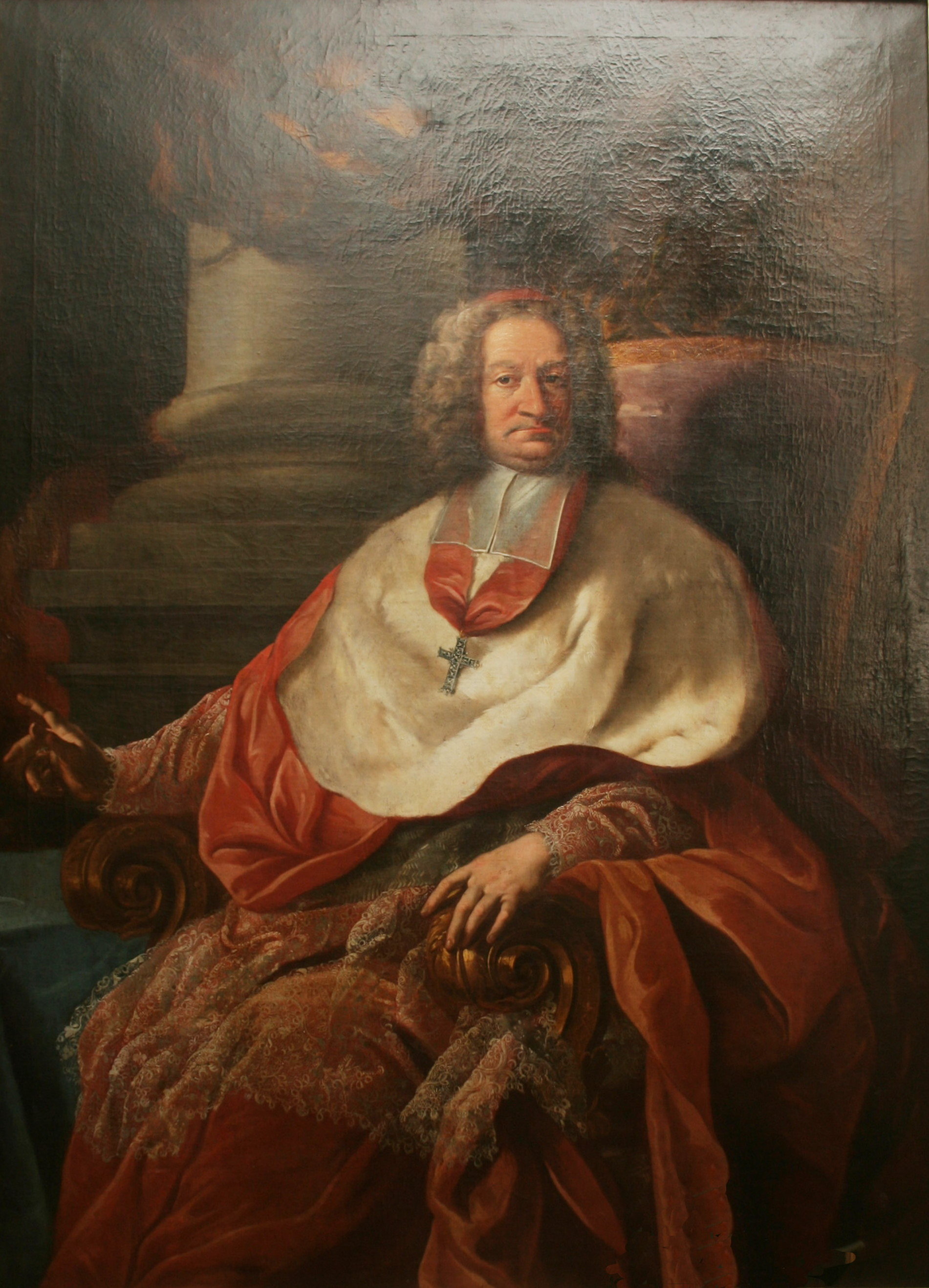
Leopold Anton Freiherr Firmian – Gemälde in Schloss Leopoldskron

Fürsterzbischof Leopold Anton von Firmian regierte das Erzbistum Salzburg von 1727 bis 1740. Während seiner Regentschaft wurden 1731–1732 im Zuge der Gegenreformation 22.000 Salzburger – vorwiegend aus dem Pongau und dem Pinzgau – des Landes verwiesen. Zwei Drittel aller Bauernhöfe in den beiden Gebirgsgauen blieben verwaist zurück, was den größten Bevölkerungsverlust bedeutete, den Salzburg je erfahren hatte und im Widerspruch zum Westfälischen Frieden von 1648 stand. Viele Exulanten fanden Aufnahme in einigen Freien Reichsstädten und in den Niederlanden. 15.000 Salzburger fanden Aufnahme bei König Friedrich Wilhelm von Preußen, der sie in Ostpreußen ansiedelte, andere emigrierten nach Nordamerika und beteiligten sich an der Gründung der Kolonie Georgia.

### Das Erzstift nach der Protestantenemigration
1732 wurden auch die beiden Pferdeschwemmen in der Altstadt in ihre heutige Form gebracht. Außerdem ließ Erzbischof Firmian das Schloss Kleßheim fertigstellen und im Süden der Stadt das Schloss Leopoldskron errichten. 1743 stellte der Erzbischof Leopold Mozart, der 1737 als Student aus Augsburg nach Salzburg gekommen war, in der fürsterzbischöflichen Hofkapelle ein. Das mit Wasser betriebene Mechanische Theater in den Wasserspielen in Hellbrunn ging 1748/50 in Betrieb. Zur selben Zeit erhielt die Stadt Salzburg ihre erste Stadtbeleuchtung (zwei Pechpfannen und fünf Laternen).
Am 27. Jänner 1756 erblickte der berühmteste Salzburger das Licht der Welt: Wolfgang Amadeus Mozart. Er verbrachte jedoch nur ein Drittel seines kurzen Lebens in der Stadt Salzburg, besonders seine frühe Kindheit und Jugend. Zehn Jahre lebte er in Wien, und die übrige Zeit war er auf Reisen vor allem in Italien, Deutschland, Paris, London, den Niederlanden und Prag.

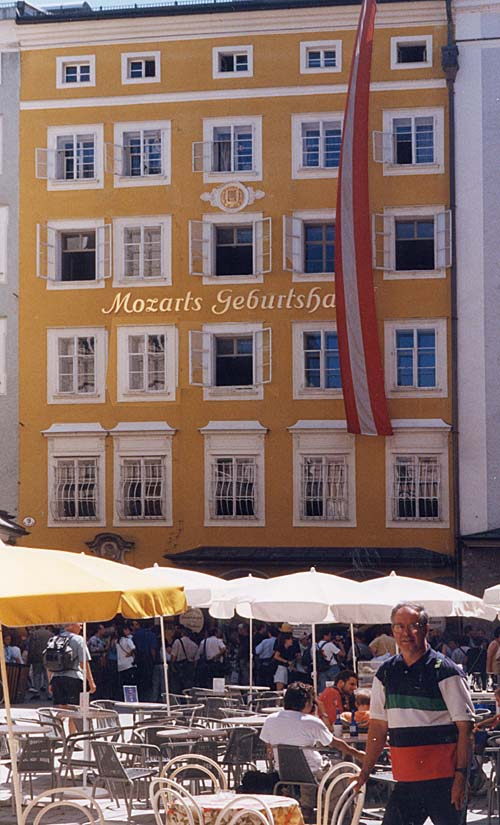
Mozarts Geburtshaus in der Salzburger Getreidegasse

W. A. Mozart in Hofkleidung 1763 Vater Mozart in einem Brief 1762: … Wollen Sie wissen wie des Wolferl Kleid aussieht? – Es ist solches vom feinsten Tuch liloa=Farb…Es war für den Prinz Maximilian gemacht…

Erzbischof Sigismund III. Graf Schrattenbach 1753–1771 war ein Förderer W. A. Mozarts, der die Reisen des Vaters mit seinem „Wunderkind“ – teilweise auch mit der gesamten Familie – befürwortete. In Salzburg fühlte er sich nach diesen vielen Reisen aber zunehmend beengt und konnte seine musikalischen Ideen, gerade die Oper betreffend in der kleinen Residenzstadt Salzburg mit seiner zunehmend äußerst sparsamen Verwaltung nicht verwirklichen. Während seiner Regierungszeit wurde für 20.000 Gulden das sogenannte Sigmundstor durch den Mönchsberg geschlagen, einer der seltenen Tunnelbauten dieser Zeit in Europa. Zwischen 1770 und 1772 litten die Menschen in halb Europa – so auch im Erzbistum Salzburg – an einer Hungersnot aufgrund wetterbedingter Ernteausfälle.
Der letzte zwischen 1772 und 1803 regierende Erzbischof von Salzburg war Hieronymus Graf von Colloredo. Colloredo, ein führender Vertreter der Aufklärung im süddeutschen Raum führte umfassende Reformen im Kirchenwesen, im Kultur- und Sozialbereich und im Schulwesen durch. Oberstes Ziel war für Colloredo auch die Beseitigung der hohen Schuldenlast des Erzbistums. Der fortschrittliche Geist lockte Wissenschaftler, Schriftsteller und Musiker aus dem deutschen Sprachraum nach Salzburg. Im Sinne des Josephinismus eröffnete Colloredo ein Lehrerseminar und erste allgemeine Schulen für die Bürgerkinder Salzburgs.
Damals hatte die Stadt Salzburg etwa 16.000 Einwohner. Mozart verließ 1781 aufgrund verschiedener Konflikte mit seinem Landesherrn das Erzbistum und verdiente sich danach als freischaffender Künstler seinen Lebensunterhalt in Wien. Immer wieder kam es damals zu schweren Unwettern, die zu Hochwasser (1775 in Bischofshofen mit 16 Toten) und Vermurungen führten. Zwischen 1794 und 1800 stauten sich zwischen Lend und Taxenbach durch Muren und zwischen Niedernsill und Mittersill Seen auf, die sich erst nach Jahren wieder entleerten. Colloredo veranlasste auch ein Wiederaufleben des Goldbergbaus im Gasteiner und Rauriser Tal.

## Die Zeit Napoleons

### Das Kurfürstentum Salzburg

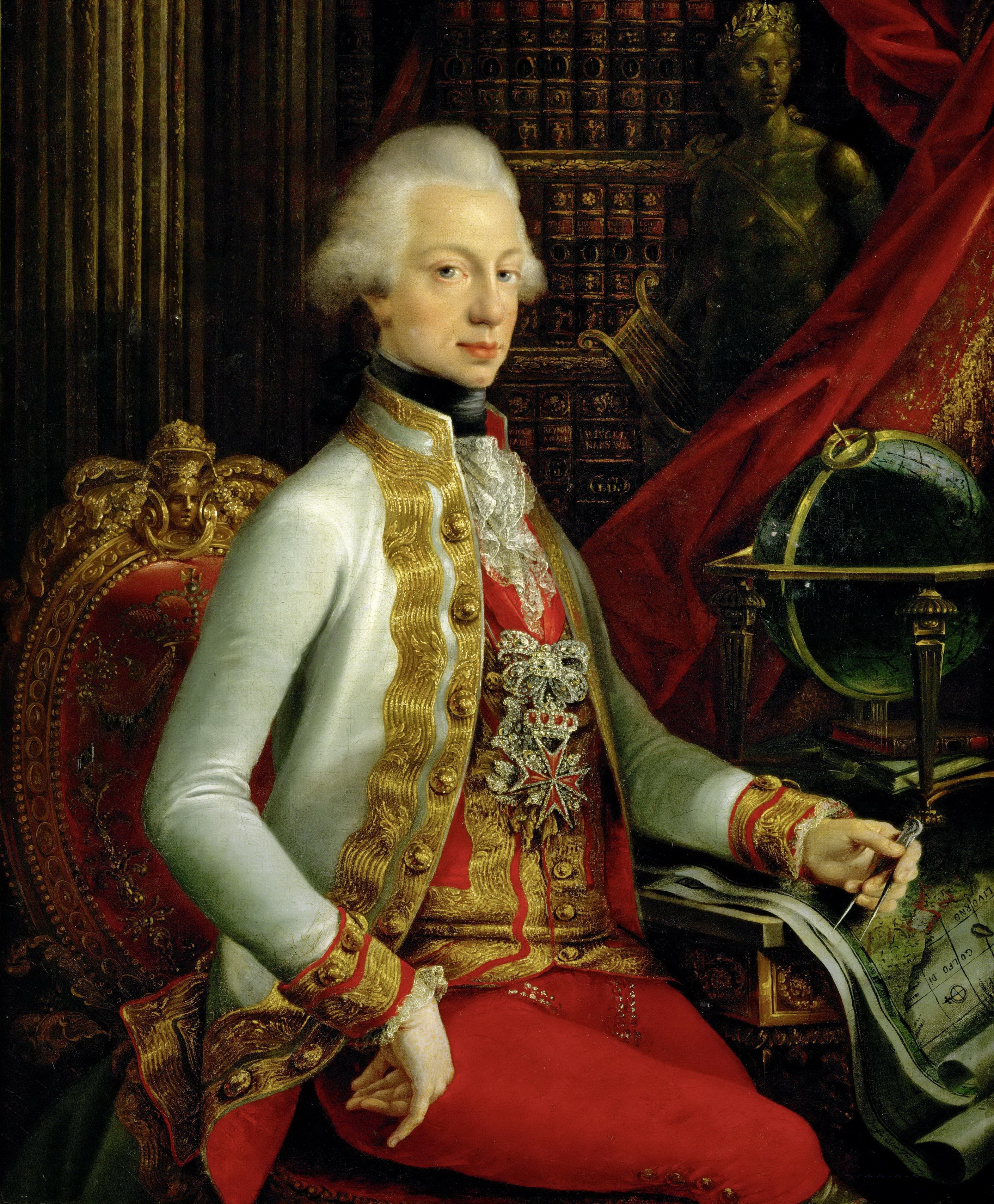
Ferdinand III., Großherzog der Toskana

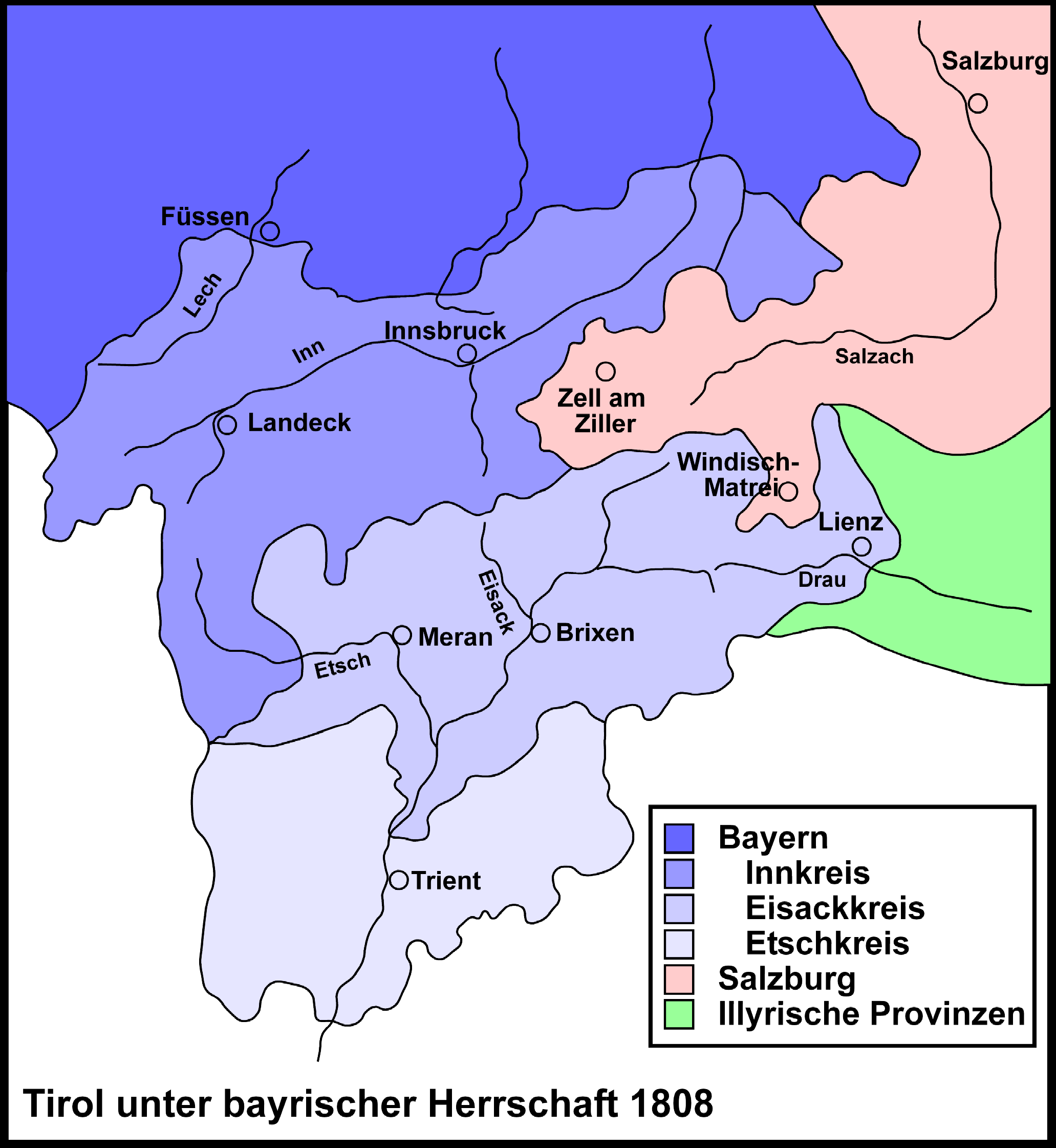
Matrei als Teil Salzburgs am Beginn des 19. Jahrhunderts

Der Geist der Französischen Revolution und die Umgestaltung Europas durch Napoléon Bonaparte wirkten sich besonders auch auf das Erzstift Salzburg aus. Am 15. Dezember 1800 rückte die französische Armee in Salzburg ein und übernahm in der Schlacht am Walserfeld in Wals-Siezenheim vor den Toren der Stadt Salzburg die Herrschaft über das Erzbistum. Bis zum Reichsdeputationshauptschluss und danach erlebte das Land Salzburg zwischen 1803 und 1816 seine einschneidendsten politischen Umwälzungen, die dem Land eine schwere Krise einbrachten. Bereits 1800 flüchtete Erzbischof Hieronymus Graf von Colloredo vor den herannahenden französischen Truppen nach Wien. Er blieb zwar bis zu seinem Tode 1812 Erzbischof von Salzburg, kehrte jedoch nie mehr in sein Erzbistum zurück. Am 11. Februar 1803 trat er die Herrschaft als Fürstregent ab. Das Land Salzburg wurde gemeinsam mit der Propstei Berchtesgaden, den Pfründen des Hochstifts Passau und der Herrschaft des Bistums Eichstätt als Kurfürstentum Salzburg im Austausch mit dem Großherzogtum Toskana die Entschädigung für Großherzog/Kurfürst Ferdinand III. Er nahm dieses neu geschaffene politische Gebilde am 29. April 1803 in Besitz, beließ die funktionierende Verwaltung der Ländereien und gestaltete durch sehr einfühlsame Reformen aus dem ehemals geistlichen Erzstift ein säkularisiertes, weltliches Fürstentum innerhalb des Heiligen Römischen Reiches. Die Stadt Mühldorf am Inn fiel, als nicht mit dem Territorium verbundener Besitz, 1803 an Bayern.

### Salzburg zwischen Österreich und Bayern
Im Zuge der Besetzung des Habsburgerreichs innerhalb der napoleonischen Koalitionskriege verließ Kurfürst Ferdinand das Land. Marschall Bernadotte und Marschall Ney lösten mit der Besatzung von 60.000 Mann das Kurfürstentum Salzburg auf. Das Land kam durch die Beschlüsse des Friedens von Pressburg 1805 als Herzogtum Salzburg gemeinsam mit Berchtesgaden zu Österreich. Passau und Eichstätt wurden Bayern zugesprochen. Salzburg verlor damals seine staatliche Selbständigkeit und erlitt aufgrund der hohen Kontributionszahlungen für das französische Kaiserreich schwerste wirtschaftliche Schäden. 1806 wurde das Bistum Chiemsee aufgelöst und der Goldbergbau verstaatlicht.
Nach dem Sieg Napoléons über Österreich in der Schlacht bei Wagram 1809 trennte man Salzburg von Österreich. Wieder gelangte das ehemalige Erzstift für zwei Jahre unter französische Verwaltung. Wie in Tirol Andreas Hofer wehrte man sich auch in den Salzburger Gebirgsgauen gegen Napoléon. Im September 1809 organisierte Joseph Struber, Wirt in Stegenwald, die Kämpfe gegen die bayerisch-französischen Truppen am Pass Lueg und behinderte so die Besatzer an der Okkupation des Pongaus. Auch Peter Sieberer aus Pfarrwerfen, Anton Wallner aus Matrei in Osttirol, Kaspar Steger aus Altenmarkt im Pongau und Jakob Strucker aus Lofer kämpften an strategischen Punkten im Pinzgau und Pongau. Ein Plan, die Landesteile im Gebirge vom Salzburggau und der Metropole zu trennen und so das Land Salzburg zwischen Österreich und Bayern aufzuteilen, wurde nicht umgesetzt.

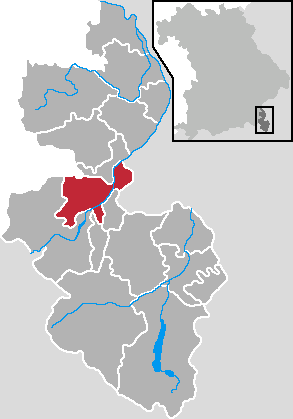
Lage der Stadt Bad Reichenhall – einst Teil der ältesten Schenkung für Salzburg (696) – heute Landkreis Berchtesgadener Land

Am 12. September 1810 wurde die französische Verwaltung aufgelöst, das Land Salzburg wurde Teil Bayerns. Salzburg war der größte Teil des damaligen Salzachkreises, der auch Kitzbühel, Traunstein und Ried im Innkreis umfasste. Mühldorf am Inn verblieb im Isarkreis und Matrei in Osttirol kam 1811 – nach jahrhundertelanger Zugehörigkeit zu Salzburg – zur nördlichsten Illyrischen Provinz, der Präfektur Villach. Die Ständevertretung und die Universität wurden aufgelöst. Viele ehemals staatliche Besitzungen in Stadt und Land gingen in private Hände über. Der bayerische Kronprinz Ludwig residierte ständig im Schloss Mirabell. Als Teil Bayerns und damit des Rheinbundes richteten sich die Festungsbauten der Stadt Salzburg nun vor allem gegen Österreich. Ludwigs zweiter Sohn Otto, der spätere König von Griechenland, wurde in Salzburg 1815 geboren.
Durch die Beschlüsse des Wiener Kongresses 1814 / 1815, der das Ende der napoleonischen Ära besiegelte und bei dem Metternich als die Entwicklung steuernder „Kutscher Europas“ bezeichnet wurde, kam das Land Salzburg am 1. Mai 1816 mit dem Vertrag von München endgültig zum bis 1835 von Franz I. regierten Kaisertum Österreich. Die Habsburgermonarchie hatte sich wiederholt um die Verstärkung der territorialen Verbindung zwischen ihren Besitzungen Österreich ob der Enns (heute Oberösterreich) im Norden und den Herzogtümern Steiermark und Kärnten im Süden bemüht. Bayern konnte seine Wünsche nach Integration Salzburgs in Bayern politisch nicht durchsetzen. Nur die ehemaligen fürsterzbischöflichen Besitzungen links der Salzach – Waging am See, Tittmoning, Laufen, Staufeneck und Teisendorf –, also der Rupertiwinkel und die Fürstpropstei Berchtesgaden mit Reichenhall, wurden Bayern zugestanden. Am 18. März 1829 wurde dann die Salinenkonvention vereinbart, in der der österreichische Kaiser dem Nachbarstaat neben einigen anderen Rechten auch die Rechte an den Saalforsten im Salzburger Pinzgau zugestand. Daher steht noch heute ein Teil Salzburgs im privatrechtlichen Eigentum Bayerns.

## Salzburg im Kaisertum Österreich

### Der oberösterreichische Salzburgkreis
1816/1818–1822 fungierte Leopold Maximilian Graf von Firmian, anschließend Fürsterzbischof von Wien, als kirchlicher Administrator des Landes; die weltliche Herrschaft wurde von der kaiserlichen Regierung ausgeübt, die von Metternich dominiert wurde. Salzburg wurde vorerst kein eigenständiger Teil des Kaisertums, sondern als Salzburgkreis fünfter Landkreis des Erzherzogtums Österreich ob der Enns mit Verwaltungssitz in Linz. Dies führte nach dem Verlust der jahrhundertelangen Machtposition des Landes im süddeutschen Raum zu einer Krise, die sich in massiven wirtschaftlichen Einbußen und drastischem Bevölkerungsrückgang im gesamten Salzachkreis zeigte. Dazu kam 1818 ein verheerender Brand im rechtsufrigen Teil der Stadt Salzburg, der 93 Gebäude vernichtete. Über 1000 Menschen verloren ihr Hab und Gut. Das 1818 in der Oberndorfer St. Nikolauskirche erstmals erklungene Weihnachtslied „Stille Nacht, heilige Nacht“ von Joseph Mohr und Franz Xaver Gruber entspricht der damals elegischen Stimmung im Land.

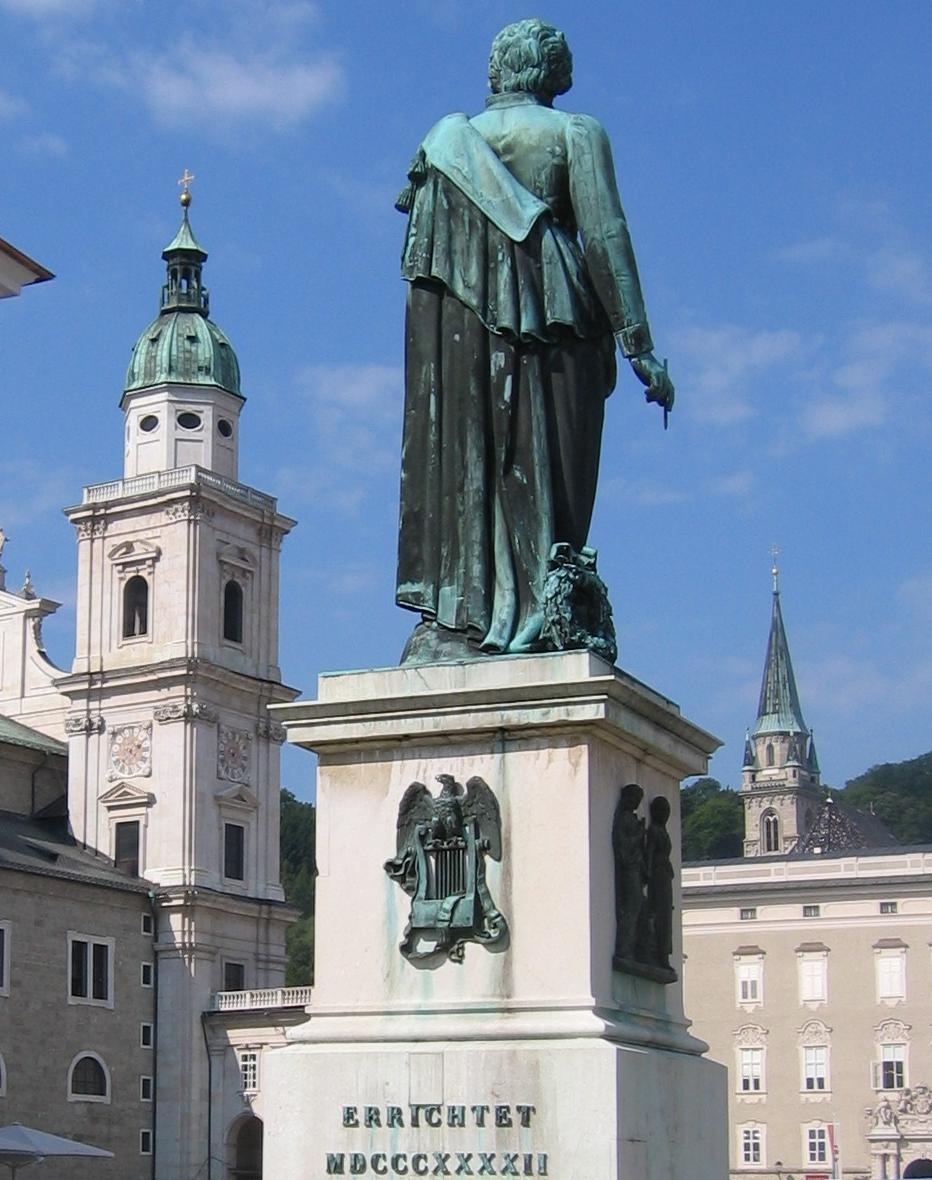
Mozartdenkmal am Mozartplatz in Salzburg

Mit Erzbischof Augustin Gruber (1823–1835) bekam Salzburg wieder einen Erzbischof als geistlichen Oberhirten. (Den Titel Fürsterzbischof legte aber erst Erzbischof Rohracher 1951 zurück.) Der Geist der Romantik machte Salzburg in seinem Dornröschenschlaf zu einem beliebten Reiseziel seiner Zeit. 1826 kam es zur Erstbesteigung des Hochkönigs. Ein Jahr später wurden in sehr sagenhafter Weise die Kupfervorkommen am Mitterberg bei Mühlbach am Hochkönig wiederentdeckt. Mit einem besonderen Panoramabild der Stadt Salzburg und ihres Umlandes ging der Maler Johann Michael Sattler (1786–1847) ab 1829 auf Reisen und unterstützte auf diese Weise die romantische Verherrlichung der Stadt Salzburg. Im Zuge des aufkommenden Fremdenverkehrs wurde im Gasteiner Tal eine Thermalwasserleitung von Badgastein nach Bad Hofgastein errichtet. 1833 ordnete die Regierung an, alle Altertümer an das in Linz zu gründende Museum abzuliefern. Als Reaktion darauf wurde 1834 der Vorläufer des heutigen Salzburg Museums, ab 1850 Salzburger Museum Carolino Augusteum, gegründet.
Erzbischof Friedrich Johannes Jacob Cölestin von Schwarzenberg (1836–1850) trug als leidenschaftlicher Alpinist und Naturfreund viel zur Erschließung der Salzburger Bergwelt bei. Am 3. September 1841 wurde der höchste Berg des Landes – der Großvenediger (3674 m) – zum ersten Mal in Form einer Expedition bestiegen (1828 war Erzherzog Johann mit 16 Männern kurz vor dem Gipfel gescheitert). An der Erstbesteigung nahmen Ignaz von Kürsinger als Organisator, Josef Lasser und Anton von Ruthner teil, insgesamt 40 Männer, von denen 26 den Gipfel erreichten. Die gelungene Expedition wurde als „Appell an das Herrscherhaus“ verstanden, „dem untergeordneten Land Salzburg mehr Eigenständigkeit einzuräumen.“
Auch historische Interessen wurden damals Teil des Bildungshungers der Bürgerschaft, die die Entdeckung der römischen Mosaikböden in Loig bei Salzburg (Gemeinde Wals-Siezenheim) und des Bronzehelms am Pass Lueg aus der Hallstattzeit feierte. 1842 wurde nach dem Tod von Constanze Nissen, der Witwe von W. A. Mozart, die sich zeitlebens um den Nachlass ihres ersten Mannes gekümmert hatte, in der Stadt Salzburg das Mozartdenkmal von Ludwig von Schwanthaler enthüllt.

### Das Kronland Salzburg

Das Kaisertum Österreich, ab 1867 Österreichisch-Ungarische Monarchie;
Nr. 10: ab 1850 Herzogtum Salzburg

1848 wurde im Zuge der Revolution in Österreich in Salzburg wieder eine eigene Landesverwaltung hergestellt, regiert wurde das Land jedoch weiterhin von den Kreishauptleuten. Von den Unruhen des Revolutionsjahres war in Salzburg kaum etwas zu spüren. Die Witwe von Kaiser Franz I. – Caroline Augusta – zog sich in das ruhige, nach den politischen Umwälzungen fast vergessene Land Salzburg zurück und residierte von 1848 bis 1872 in der Stadt, der sie eine große Wohltäterin wurde.
1849 nahm man die Telegraphenlinie Wien–Salzburg–München in Betrieb. Sie war eine der ersten im österreichisch-bayrischen Raum. Obwohl das wiederhergestellte Herzogtum Salzburg 1850 endgültig zum Kronland des Kaisertums Österreich erhoben wurde, verblieb die Verwaltung des Landes vorerst teilweise weiterhin in Linz. Damals lebten im Land Salzburg 146.000 Einwohner, davon 17.000 in der Stadt Salzburg. Kardinal Maximilian Josef von Tarnóczy war 1850–1876 Erzbischof von Salzburg und residierte bis 1865 im Schloss Mirabell.

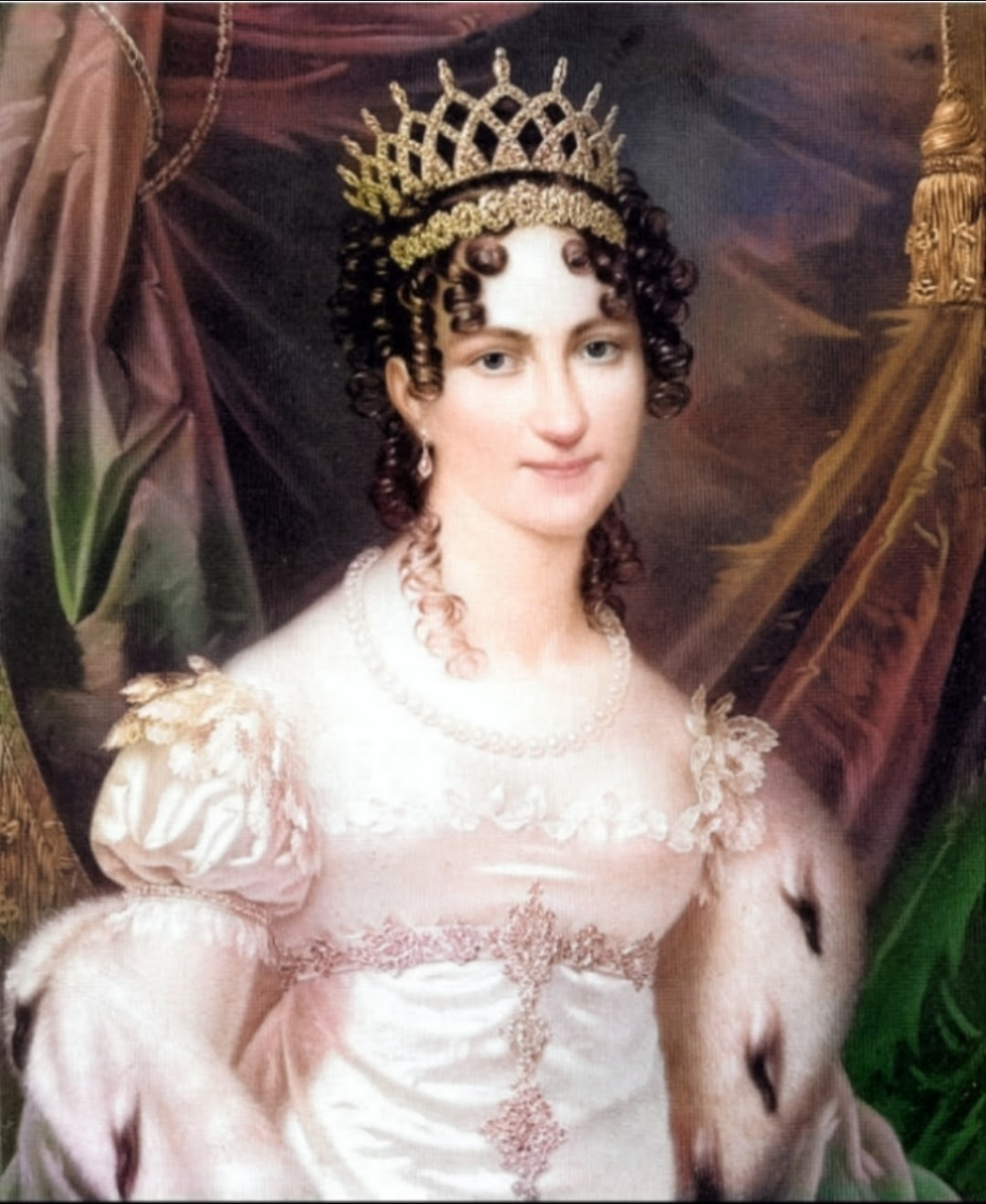
Caroline Augusta, die Witwe von Kaiser Franz I., residierte 1848–1873 in der Stadt Salzburg.

Mit der Reichsverfassung 1861, heute als Februarpatent bekannt,
erhielten alle Kronländer eigene Landtage, so auch Salzburg. Als Exekutivausschuss des Landtages für autonome Landesangelegenheiten fungierte der so genannte Landesausschuss. Der aus der Mitte der Mitglieder vom Kaiser berufene Vorsitzende von Landtag und Landesausschuss trug den Titel Landeshauptmann. Ihm stand als Vertreter des Kaisers und der Zentralregierung in Wien der k.k. Landeschef gegenüber, der in Salzburg nicht den Titel Statthalter, sondern Landespräsident trug und dessen Behörde auch nicht, wie in anderen Kronländern, als Statthalterei bezeichnet wurde, sondern als Landesregierung.
Von der so genannten Dezemberverfassung 1867 an wurde die österreichische Reichshälfte der nunmehrigen Doppelmonarchie Österreich-Ungarn definitiv ein konstitutioneller Staat, in dem sich die Mitbestimmung gewählter Abgeordneter sukzessive durchsetzte. Zum Abgeordnetenhaus des Reichsrats, des gesamtösterreichischen Parlaments, waren ab 1907 alle erwachsenen, männlichen Staatsbürger wahlberechtigt. Von den nun zu wählenden 516 Abgeordneten waren sieben im Herzogtum Salzburg zu wählen.
Dies erfolgte 1907 und 1911. Der jeweilige Salzburger Fürsterzbischof war seit 1861 auf Grund seines Amtes kraft Gesetzes Mitglied des Herrenhauses des Reichsrats.
Bis zum 1914 begonnenen Ersten Weltkrieg kam es in der Folge zu einem stetigen wirtschaftlichen Aufschwung des Landes. Ein auch für Gesamtösterreich besonders wichtiges Projekt war die zu den „Neuen Alpenbahnen“ (damaliger PR-Begriff) zählende, vom Staat errichtete Tauernbahn, eine neue Querung des Alpenhauptkamms vom Salzachtal zum Drautal, die die Verbindung Süddeutschlands und Salzburgs mit dem Haupthafen der Monarchie, Triest, stark vereinfachen sollte. Der Bau begann 1901, 1905 wurde der Verkehr bis Badgastein aufgenommen. 1909 eröffnete Kaiser Franz Joseph I. die nun durch den Tauerntunnel bis Spittal an der Drau in Kärnten reichende Strecke, wo die Tauernbahn Anschluss an das Bahnnetz der südlichen Kronländer hatte.

## Salzburg als österreichisches Bundesland und als Reichsgau

### Das Bundesland nach dem Ersten Weltkrieg
Aus dem Kronland Salzburg entstand 1918 das Bundesland Salzburg als Teil der Republik Österreich. Salzburg wurde damit Teil der föderalen Strukturen des Bundesstaates. Der schon vorher bedeutende Fremdenverkehr erhielt nach dem Ende des Ersten Weltkrieges mit den Salzburger Festspielen weiteren Auftrieb. Die Wirtschaftsförderprogramme des Landeshauptmanns Franz Rehrl, Landeshauptmann von Salzburg 1922 bis 1938, halfen der von Krisen betroffenen Wirtschaft. Der Fremdenverkehr wurde aber nach 1934 von der Blockadepolitik des Deutschen Reichs (Tausendmarksperre) schwer getroffen.

### Der „Reichsgau“ in nationalsozialistischer Zeit

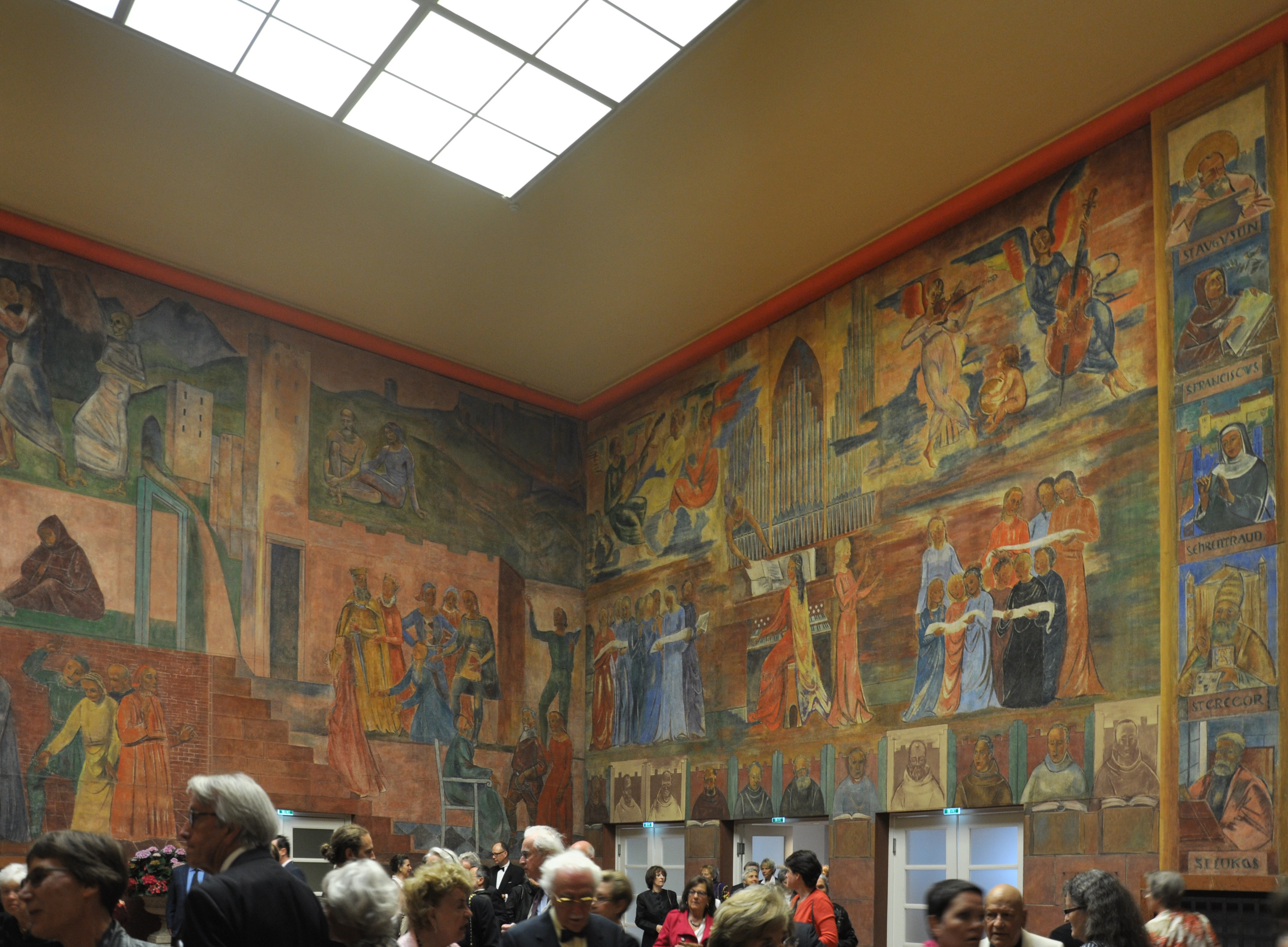
Anton Faistauers Fresken im Foyer des Salzburger Festspielhauses wurden 1938 vom NS-Regime entfernt und 1956 rekonstruiert

Am 12. März 1938 erfolgte der Einmarsch deutscher Truppen in Salzburg im Zuge des „Anschlusses“ von Österreich. Die Nationalsozialisten fanden in Salzburg breite Zustimmung. Am 30. April 1938 fand in Salzburg eine Bücherverbrennung statt. Sie wurde vom SS-Mann, Lehrer und Schriftsteller Karl Springenschmid inszeniert und war die einzige auf österreichischem Gebiet. Mit dem Gesetz über den Aufbau der Verwaltung in der Ostmark wurde 1939 der Reichsgau Salzburg gegründet, der bis 1945 existierte. Im Kulturbereich übernahm Joseph Goebbels die Neuausrichtung der Salzburger Festspiele unter „völkischen Grundsätzen“, die Erfolgsproduktion des Jedermann am Salzburger Domplatz wurde abgesetzt, weil Autor Hugo von Hofmannsthal und Regisseur Max Reinhardt über jüdische Vorfahren verfügten. Das Festspielhaus wurde mit einer Führerloge ausgestattet, das Faistauer-Foyer wurde zerstört. Das Salzburger Stadttheater wurde in Landestheater umbenannt, ab 1940 wurde der Umfang der Festspiele kriegsbedingt dramatisch eingeschränkt.
Das Bundesland Salzburg stellte sowohl zahlreiche Täter als auch Opfer des Nationalsozialismus. Auf der Täterseite standen unter anderen der Dirigent Herbert von Karajan, der Kunsträuber Kajetan Mühlmann, der Politiker Leopold Schaschko, der Bergsteiger Rudolf Schwarzgruber, der Dichter Karl Heinrich Waggerl, der Gauleiter Anton Wintersteiger, der Psychiater Heinrich Wolfer und der Physiker Mario Zippermayr.
Auf der Opferseite fanden sich zahlreiche Juden, Widerstandskämpfer, Deserteure, Homosexuelle sowie Menschen mit Behinderungen bzw. psychischen Erkrankungen, letztere wurden im Rahmen der Aktion T4 in der Tötungsanstalt Hartheim ermordet, aber auch Zeugen Jehovas, wie die Brüder Johann und Matthias Nobis, die wegen Wehrdienstverweigerung zum Tode verurteilt und in Berlin hingerichtet wurden. Prominentestes Opfer war Franz Rehrl, der Salzburger Landeshauptmann von 1922 bis 1938, der aus der Haft 1945 schwer gezeichnet nach Salzburg zurückkehrte und 1947 verstarb. Zu den bedeutenden Überlebenden zählte die Widerstandskämpferin Agnes Primocic aus Hallein. An die Salzburger Opfer des Nationalsozialismus erinnern die Stolpersteine im Bundesland Salzburg, verlegt vom Kölner Künstler Gunter Demnig in Hallein, Salzburg und St. Johann im Pongau.
Im Zweiten Weltkrieg wurden neben der Stadt Salzburg auch die Industriebetriebe in Hallein stark bombardiert. Im Mai 1945 wurde Salzburg von amerikanischen Truppen befreit.

### Das Bundesland nach dem Zweiten Weltkrieg
Am 23./24. September und 9. Oktober 1945 fanden in Salzburg Länderkonferenzen statt, in denen die westlichen Bundesländer ihren Beitritt zur Republik Österreich unter der provisorischen Regierung von Karl Renner erklärten. Das Bundesland Salzburg wurde so wieder Teil der Republik Österreich. 1955 kam mit dem Staatsvertrag das Ende der Besatzungszeit. Der anhaltende Erfolg des Fremdenverkehrs und der Salzburger Festspiele brachten Salzburg und dem Salzburger Land nach Kriegsende einen gesicherten Wohlstand. Die Erhebung des Mozarteums zur Hochschule und die Wiederbegründung der Universität Salzburg 1962 intensivierten das geistige und künstlerische Leben in der Stadt Salzburg. Von der Entstehung von Fachhochschulen seit den 1990er Jahren profitierte auch das Salzburger Umland. Stadt und Land Salzburg schlossen sich ab 1986 den Protesten gegen die Wiederaufarbeitungsanlage Wackersdorf an, wodurch es zu schweren Verstimmungen mit Bayern kam. Mit dem EU-Beitritt Österreichs zum 1. Jänner 1995 wurde das Land Salzburg ein Teil der Europäischen Union, der Abbau der Grenzkontrollen zu Bayern war eine der Folgen. Am 1. Jänner 1997 wurde die Altstadt von Salzburg in die Welterbe-Liste der UNESCO aufgenommen.